# Hirondelle rustique
Vous lisez un « article de qualité » labellisé en 2011.
Hirundo rustica · Hirondelle de cheminée, Hirondelle des granges
Espèce
Statut de conservation UICN

LC : Préoccupation mineure
L'Hirondelle rustique (Hirundo rustica) est une petite espèce de passereaux, migratrice, vivant en Europe, en Asie, en Afrique et en Amérique. Elle est également connue sous le nom d'Hirondelle de cheminée ou d'Hirondelle des granges. Elle se distingue par sa longue queue fourchue et sa gorge couleur rouge brique. Son nid, fait de bouts de terre séchée collés par de la salive, est accroché sous un toit, une poutre, aussi bien à l'extérieur qu'à l'intérieur, en ville ou à la campagne, souvent dans des granges, et parfois dans les maisons ouvertes. Elle se nourrit essentiellement d'insectes attrapés en vol.
Il existe six sous-espèces d'Hirondelle rustique, se reproduisant toutes dans l'hémisphère nord. Quatre d'entre elles sont migratrices : elles hivernent dans l'hémisphère sud, dans des régions parfois très éloignées comme l'Argentine, la province du Cap en Afrique du Sud ou le nord de l'Australie. Du fait de sa large distribution géographique, l'Hirondelle rustique n'est pas menacée.
L'Hirondelle rustique aime les paysages ouverts et utilise généralement les constructions humaines pour confectionner son nid. Commensale, elle s'est vraisemblablement beaucoup développée avec l'expansion humaine. Elle vit en association avec l'humain qui la tolère dans ses bâtiments : il la considère comme utile, puisqu'elle se nourrit d'insectes perçus comme nuisibles. Par ailleurs, l'Hirondelle rustique fascine l'humain par ses habitudes migratoires. D'anciennes superstitions concernant cet oiseau et son nid ont également contribué à la faire accepter. La littérature et la religion font souvent référence à l'Hirondelle rustique. C'est l'oiseau national de l'Estonie.

## Étymologie
Le nom du genre Hirundo signifie hirondelle en latin. Elle est parfois appelée Hirondelle de cheminée en France, car il lui arrivait fréquemment de bâtir son nid dans les cheminées fumoirs, comme elle le fait toujours en Bretagne. De même, sa dénomination courante anglaise Barn swallow (littéralement « hirondelle des granges ») fait référence à son habitude de nicher dans ce type de bâtiment.

## Description morphologique

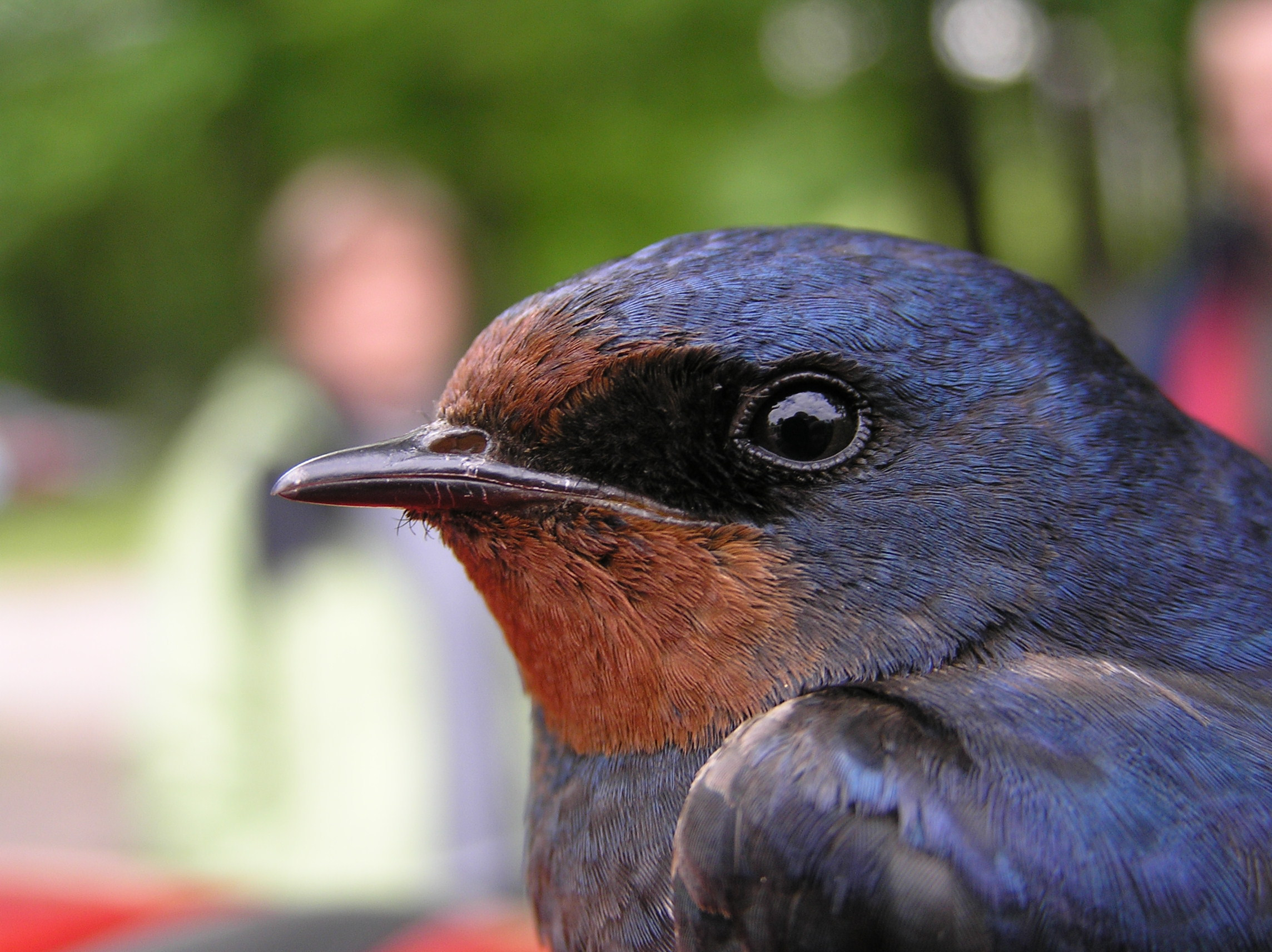
Détail de la tête d'une jeune hirondelle rustique.

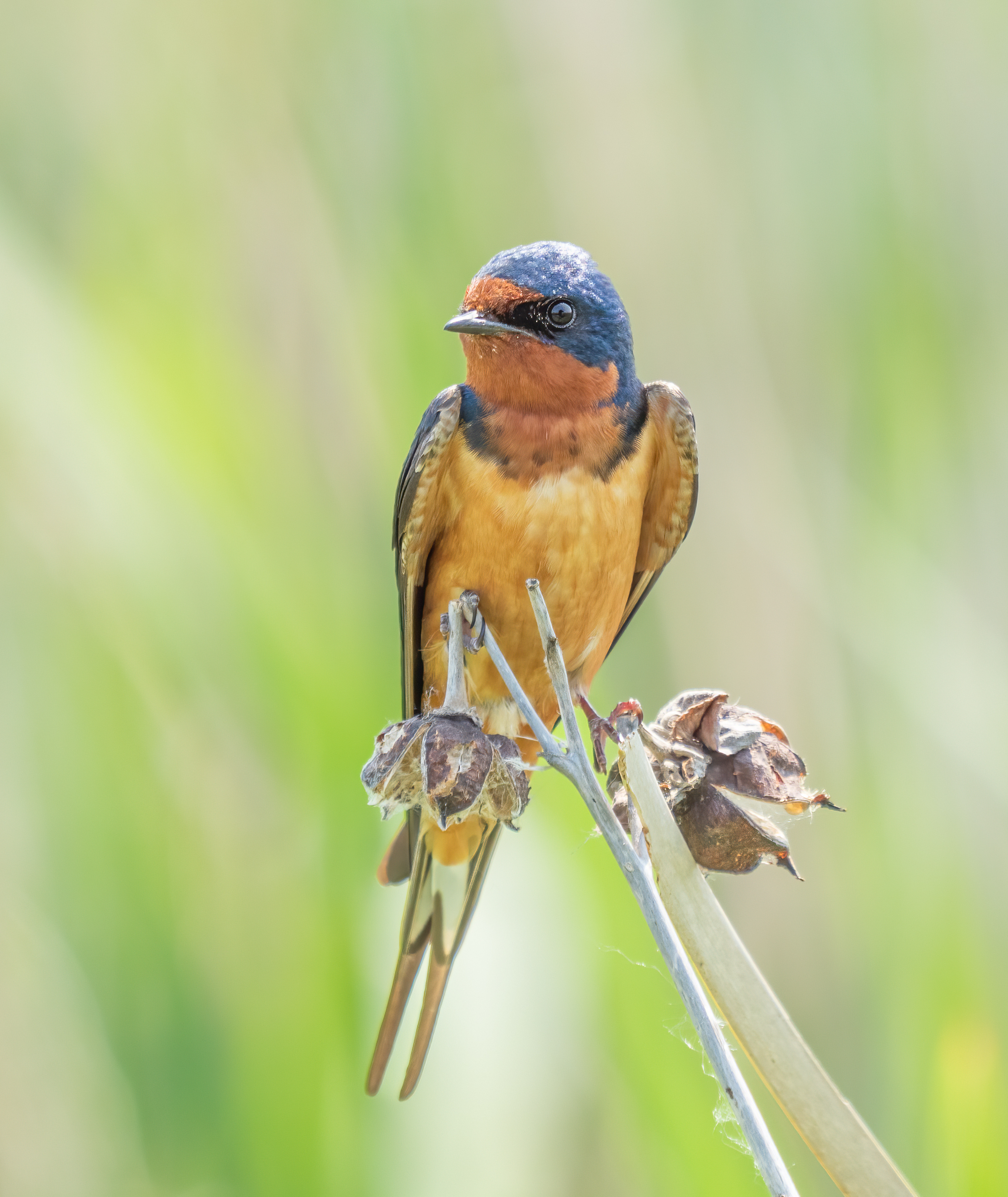
Une hirondelle rustique au Montezuma National Wildlife Refuge, dans l'État de New York, États-Unis. Mai 2023.

L'Hirondelle rustique mâle adulte, appartenant à la sous-espèce H. r. rustica, mesure 17 à 19 cm de long, dont 2 à 7 cm pour les longues plumes de la queue. Elle a une envergure de 32 à 34,5 cm, pour un poids de 16 à 22 grammes. La silhouette fine et élancée de cette hirondelle la rend aisément reconnaissable. On remarque sa queue largement échancrée, très effilée aux deux extrémités et ornée d'une petite rangée de taches blanches visibles en vol. Les deux rectrices situées sur les bords de la queue et nettement plus longues que les autres sont appelées filets. Le dessus, de la tête à la queue, est bleu sombre et présente un éclat métallique certain. La gorge, les joues et le pourtour du bec sont rouge brique, soulignés par une bande pectorale bleu sombre, et le dessous de l'oiseau est blanc crème avec des reflets roux. La calotte et la nuque sont bleu-noir, le tour des yeux est noir, tout comme les yeux, les courtes pattes, les doigts et le bec. Ce dernier est fin et court. À la différence des autres hirundinidés, son croupion n'est pas marqué de blanc.
La femelle est semblable au mâle, mais ses filets sont plus courts, le bleu du dessus et de la poitrine est moins glacé, et le dessous est plus pâle. Les jeunes sont plus ternes, avec une tête d'un roux plus pâle et un dessous plus blanc. Il leur manque également les longues plumes caudales de l'adulte.

### Espèces similaires
Grâce à sa tête rousse et sa bande bleue sur la poitrine, l'Hirondelle rustique adulte est facile à distinguer des espèces d'Hirundo africaines et de l'Hirondelle messagère (Hirundo neoxena) qui partage une partie de son aire de répartition en Australie. En Afrique, les plumes courtes de la queue des jeunes peuvent amener à les confondre avec l'Hirondelle de Guinée (Hirundo lucida), mais cette dernière a une bande plus fine à la poitrine et la queue plus blanche. En Europe, elle se distingue facilement de l'Hirondelle de fenêtre (Delichon urbicum) car celle-ci possède une bande blanche au niveau du croupion, et la queue de l'adulte n'a pas les longues pointes de rustica. En Europe et en Asie, l'Hirondelle rousseline (Cecropis rufula) a une allure proche, mais diffère par son plumage coloré et son croupion blanc ou roux selon l'âge.

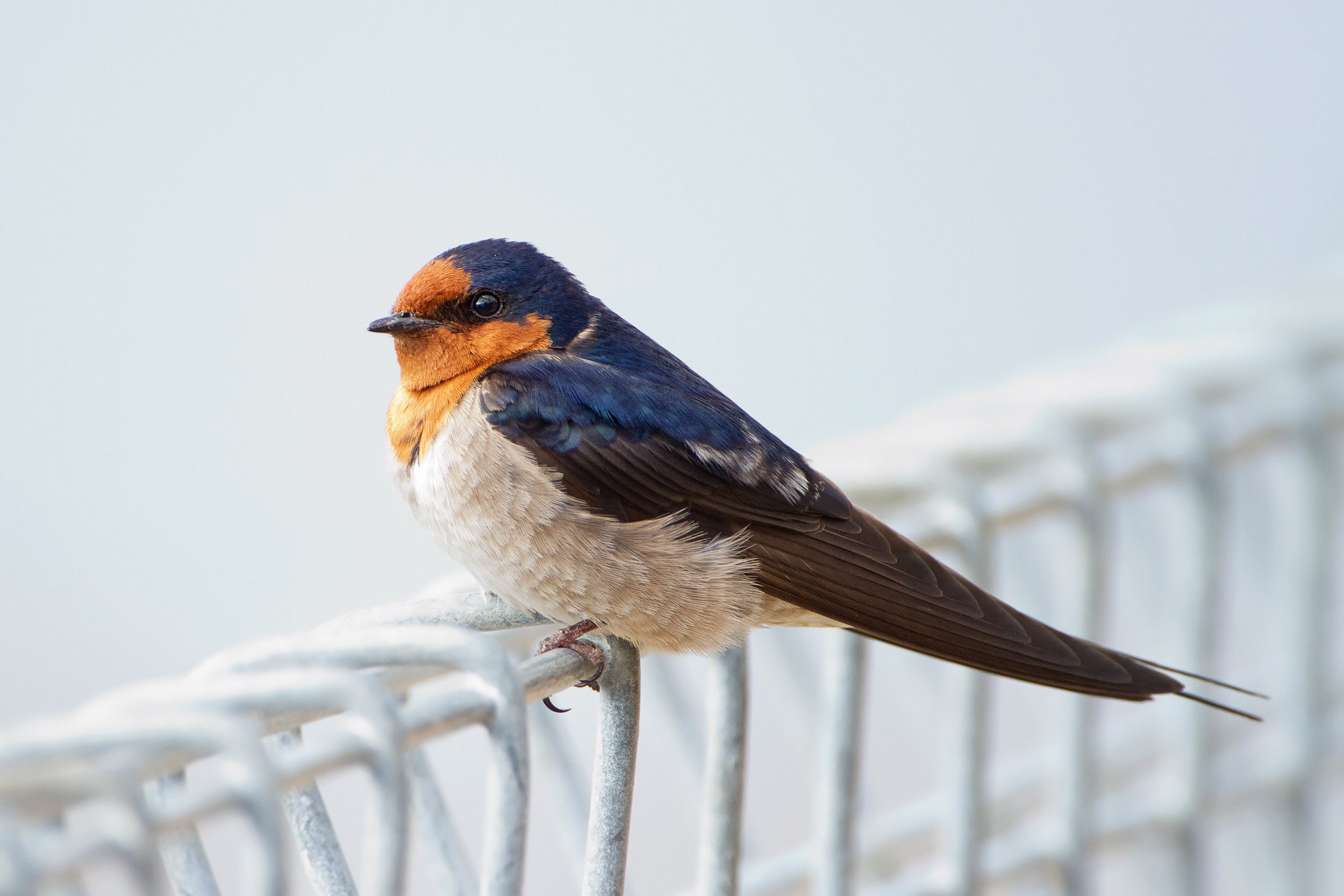
Hirondelle messagère (Hirundo neoxena).
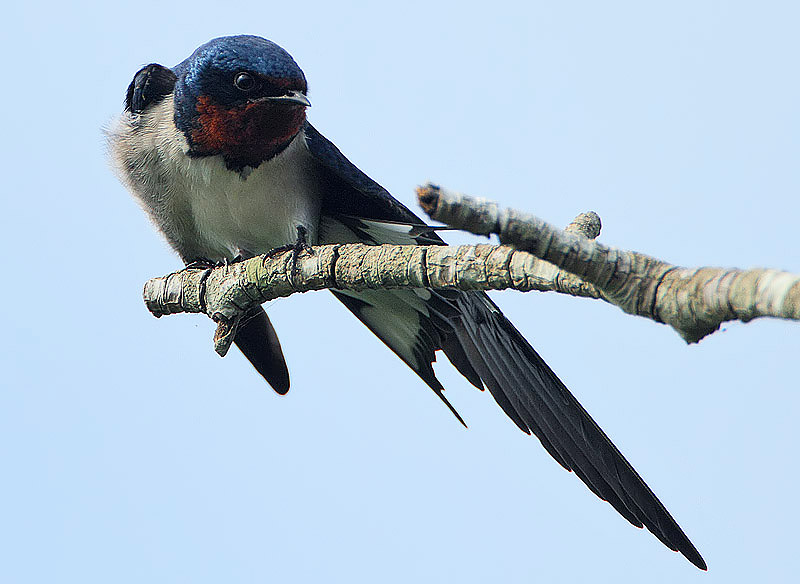
Hirondelle de Guinée (Hirundo lucida).
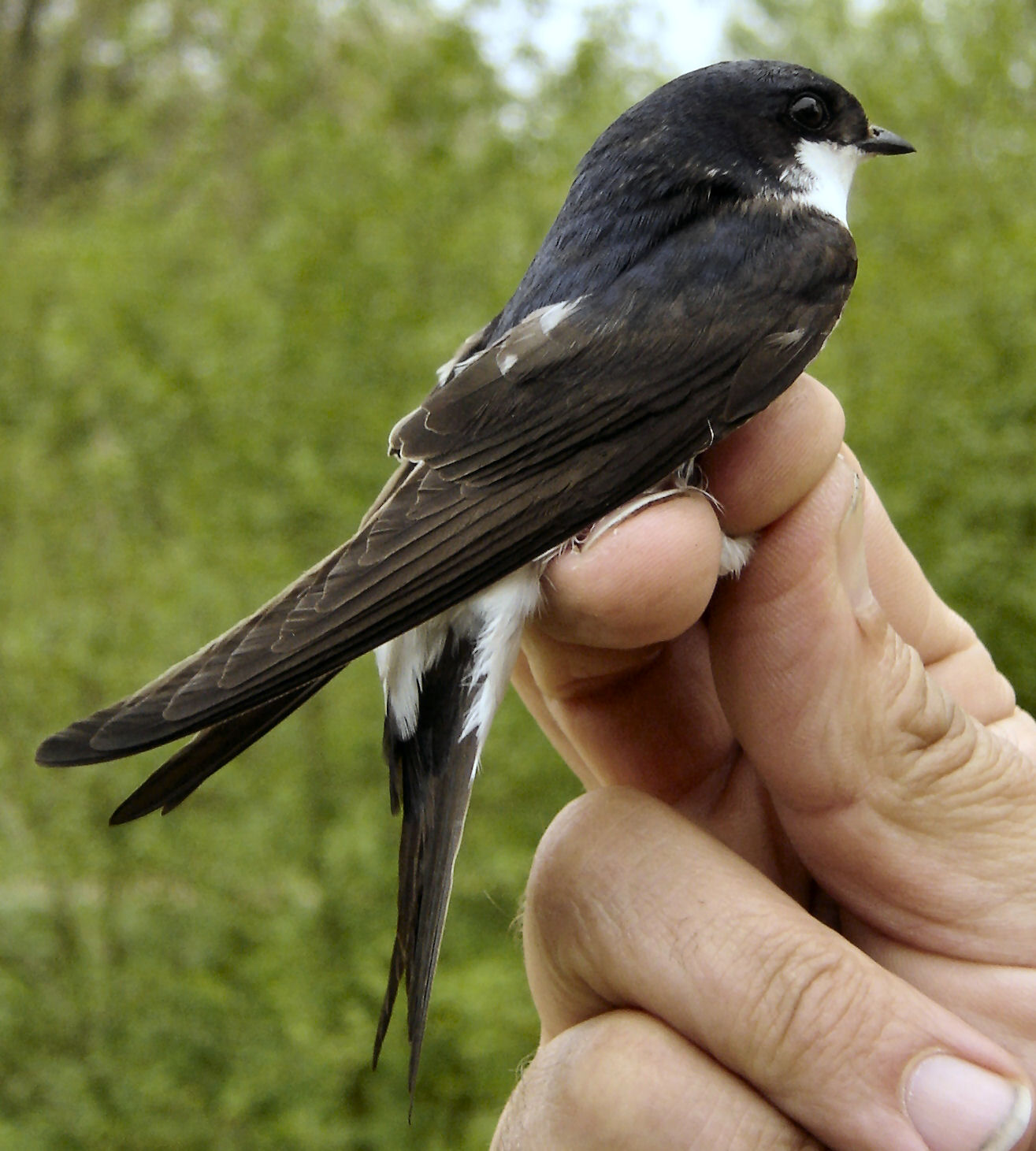
Hirondelle de fenêtre (Delichon urbicum).
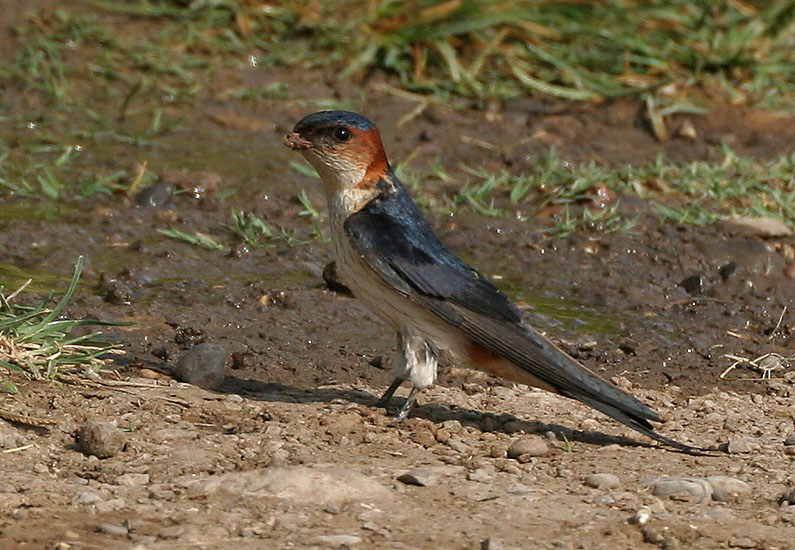
Hirondelle rousseline (Cecropis daurica).

## Écologie et comportement

### Chant
Le chant de l'Hirondelle rustique est un gazouillement grasseyant mais néanmoins mélodieux, qui se termine souvent par un grincement. Les cris comprennent des witt ou des tsvitt souvent répétés et un bruyant splee-plink quand elle est excitée. Le cri d'alarme est constitué d'un tranchant siflitt pour des prédateurs comme les chats, et d'une répétition de tsivitt rapidement enchaînés pour les oiseaux de proie.

### Alimentation

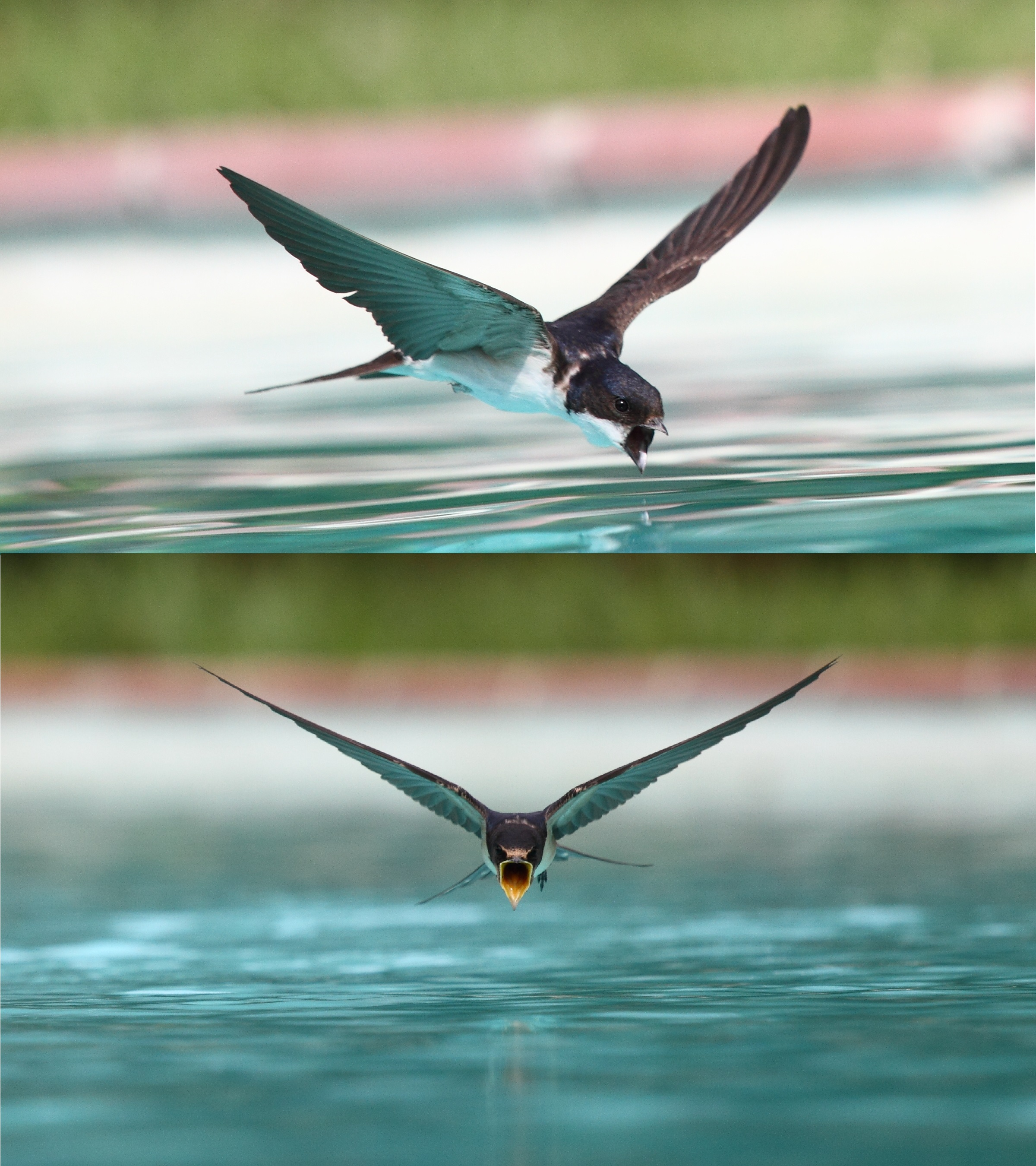
Spécimen en vol, se préparant à boire.

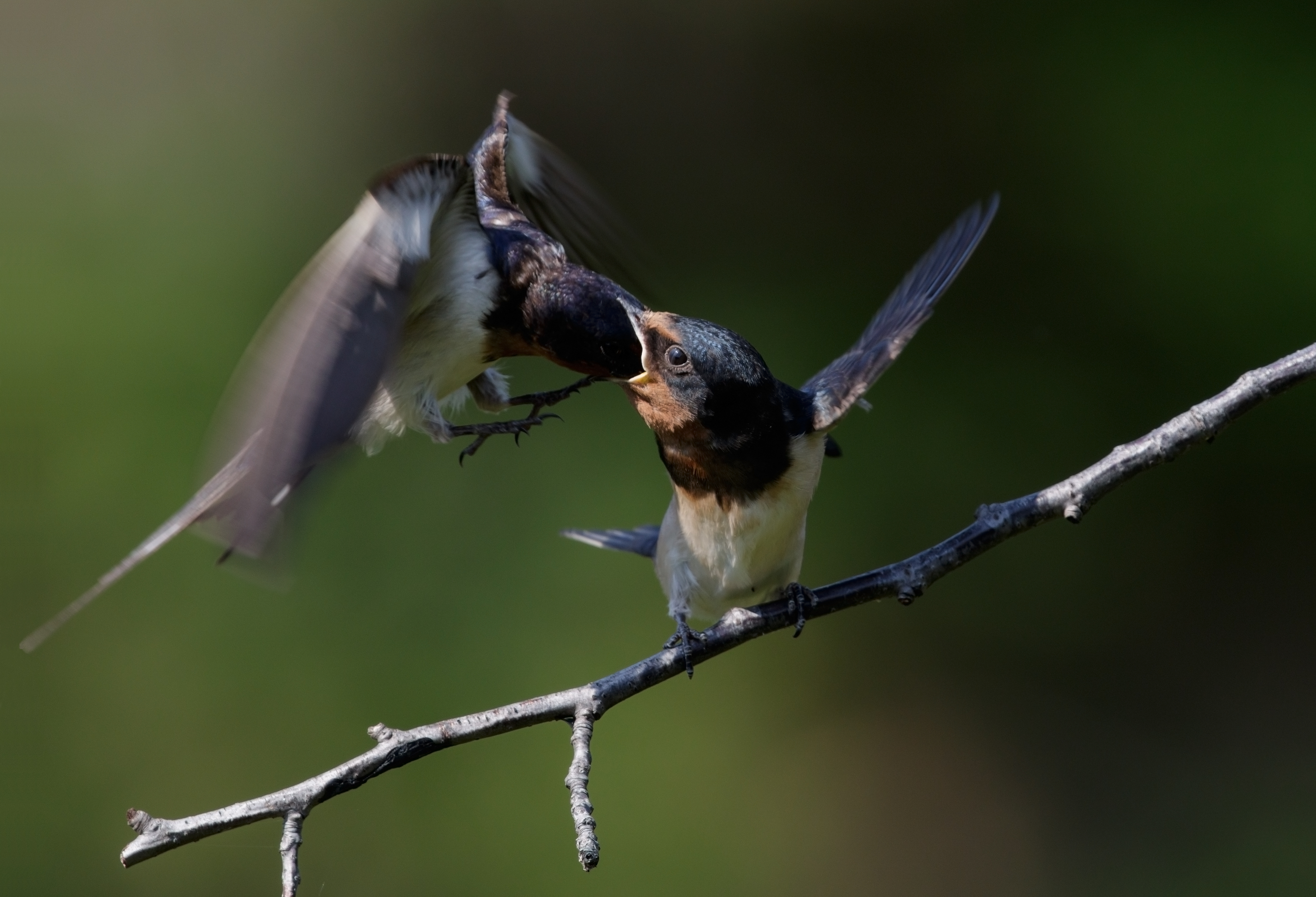
Nourriture chez les hirondelles rustiques, dans le parc de Tennoji, Japon. Juin 2016.

L'Hirondelle rustique a un comportement similaire à celui des autres insectivores aériens, comme notamment les autres hirondelles et les apodidés (martinets). Elle se nourrit généralement à 7 ou 8 mètres au-dessus du sol ou d'une eau peu profonde, suivant souvent les animaux, les humains ou les machines agricoles pour attraper des insectes perturbés. Il lui arrive également d'attraper des proies juste à la surface de l'eau, sur des murs ou sur des plantes. Dans les zones de reproduction, les grosses mouches représentent 70 % de son régime alimentaire, dans lequel les pucerons et les papillons de jour et de nuit tiennent également une place importante. Toutefois, en Europe, l'Hirondelle rustique consomme moins de pucerons que l'Hirondelle de fenêtre ou l'Hirondelle de rivage. Pendant l'hiver, les hyménoptères, et spécialement les fourmis volantes, sont une ressource alimentaire importante. Quand elle couve ses œufs, l'Hirondelle rustique chasse par deux, mais peut parfois former de grands groupes.
L'Hirondelle rustique s'abreuve au vol, recueillant l'eau dans sa bouche ouverte en volant à ras de l'eau. L'oiseau se baigne de la même façon, plongeant un instant dans l'eau et reprenant son vol aussitôt.
Lorsque la saison de reproduction est terminée, les hirondelles se rassemblent en bandes de taille variable, comprenant parfois des centaines d'individus. Elles passent ainsi la nuit dans des roselières, volant au-dessus pendant un moment avant de descendre dans les roseaux. Les roselières constituent une importante source de nourriture pour les hirondelles avant et pendant la migration. En effet, bien que l'Hirondelle rustique puisse se nourrir au vol durant le voyage, les roselières lui permettent de constituer des réserves de graisses indispensables pour le voyage qu'elle doit faire.

### Vol
Elle ne vole pas particulièrement vite, avec une vitesse estimée à 39 km/h, pouvant atteindre 72 km/h, et une fréquence de cinq battements d'ailes par seconde, pouvant atteindre sept à neuf battements par seconde,, mais sa queue fourchue lui confère l'agilité nécessaire pour se nourrir d'insectes au vol. Elle collecte sa nourriture en décrivant des cercles ou en volant très près du sol. Son vol gracieux est ponctué de virevoltes. En chasse, elle peut atteindre les 100 km/h.

### Reproduction

#### Accouplement
Les mâles rejoignent l'aire de reproduction avant les femelles, choisissent le site de nidification, et cherchent à y attirer une compagne en décrivant des cercles dans le ciel et en chantant. Le mâle séduit la femelle par la longueur de ses filets,. En termes de biologie de l'évolution cela s'explique par le fait que les mâles qui ont les plus longs filets sont généralement plus résistants aux maladies et vivent plus longtemps, et les femelles ont donc un intérêt indirect dans ce choix : les mâles vont certainement transmettre leur plus grande résistance à leur progéniture. On observe d'ailleurs qu'en Europe du Nord les mâles ont des filets très longs alors qu'il y a peu de différences entre ceux du mâle et de la femelle plus au sud. Cette différence est par exemple de 5 % en Espagne quand elle atteint 20 % en Finlande. Au Danemark, la longueur moyenne de la queue du mâle a augmenté de 9 % entre 1984 et 2004, mais cette évolution pourrait changer avec le réchauffement climatique si les étés deviennent chauds et secs.

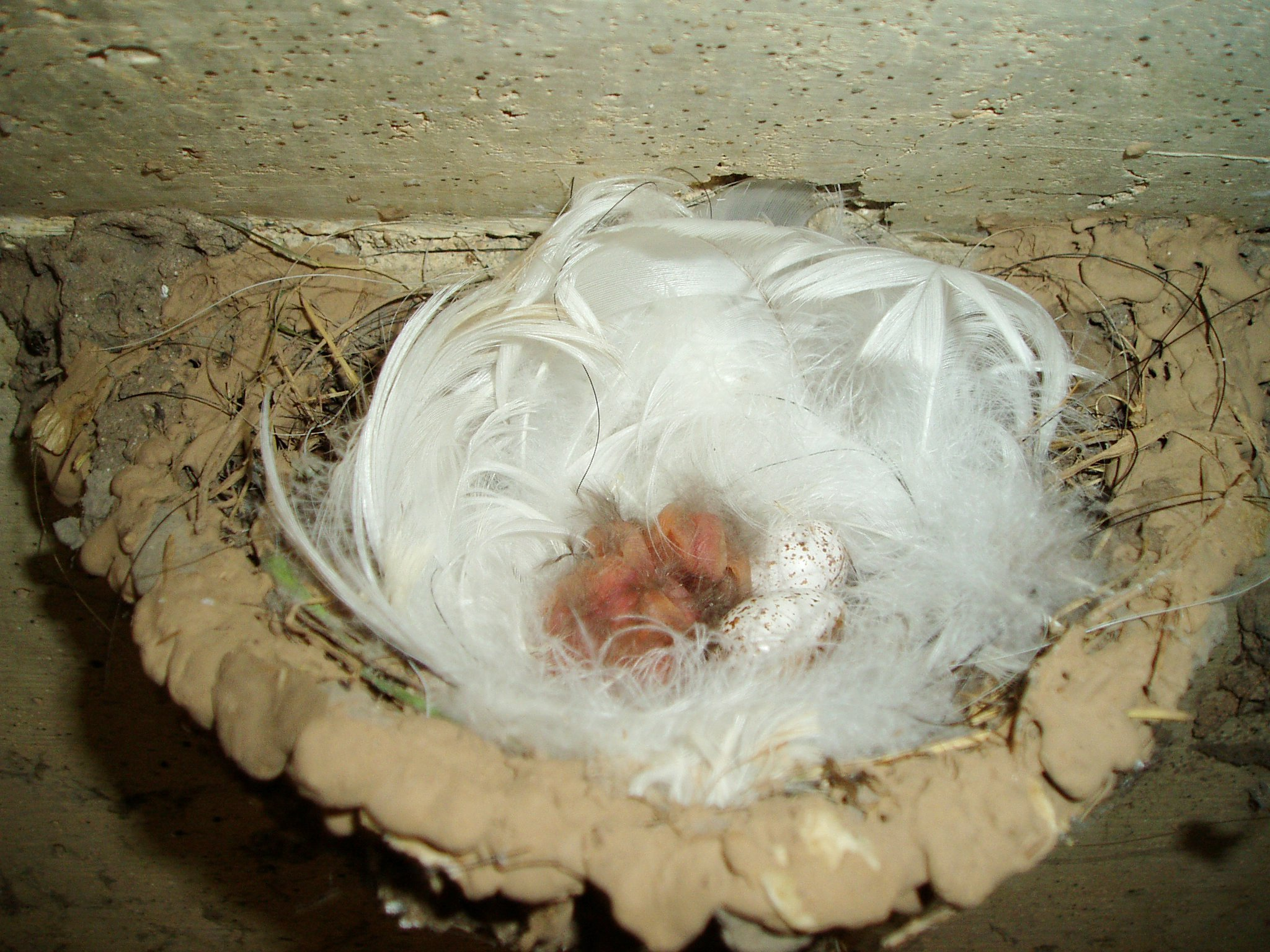
Oisillons et œufs dans le nid.

Les mâles aux plus longs filets ont également de plus gros points blancs sur la queue, et comme le pou des oiseaux préfère les plumes blanches, la présence de gros points blancs dénués de parasites indique la qualité du reproducteur. Il y a d'ailleurs une corrélation positive entre la taille des taches blanches et le nombre de descendants par saison.
Mâles et femelles défendent leur nid, mais le mâle se montre particulièrement agressif et territorial. Une fois un couple formé, il reste uni pour la vie, mais les copulations extraconjugales sont fréquentes, en faisant une espèce génétiquement polygame bien que socialement monogame. Les mâles surveillent néanmoins leur femelle pour éviter cela. Ils peuvent employer des cris d'alarme pour empêcher la copulation de leur femelle avec un autre mâle.

#### Fabrication du nid

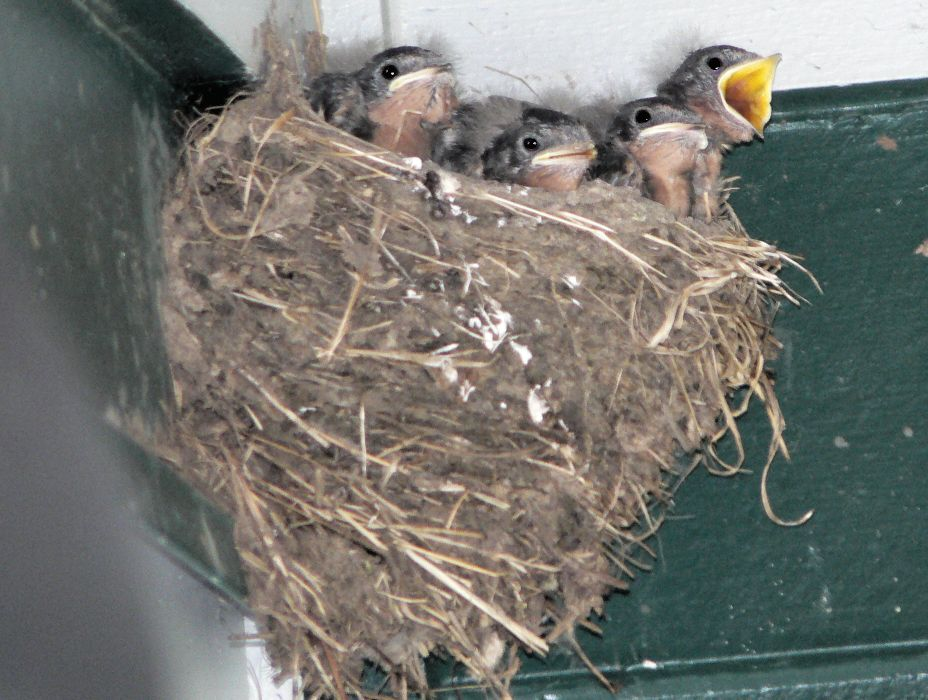
Tout jeunes oisillons au nid, dans le Nisqually National Wildlife Refuge, aux États-Unis.

L'Hirondelle rustique niche généralement dans des bâtiments accessibles comme les granges, les étables, ou sous les ponts. Le nid en forme de demi-coupe, qui a un diamètre de 22 cm pour 11 cm de profondeur, est adossé à une solive ou à un quelconque autre élément vertical. Avant que les constructions humaines ne deviennent très courantes, l'Hirondelle rustique nichait sur la paroi de rochers ou dans des grottes, mais cela devient rare. Le nid est bâti par le mâle et la femelle, plus souvent par la femelle seule, avec des morceaux de boue qu'elle malaxe pour former de petites boules, et consolidés avec des herbes, de la paille, des algues ou d'autres matériaux. Si les conditions sont favorables, la construction du nid dure environ huit jours. L'analyse d'un nid a révélé qu'il contenait 212 g de terre séchée liée par pas moins de 2 224 radicelles et quelques brins d'herbe. 1 100 voyages ont été effectués pour le bâtir. Une fois le nid terminé, il est garni de plumes et de duvet, les hirondelles récupérant souvent des plumes de poule, afin de lui donner un aspect plus douillet. Il arrive que les moineaux essaient de s'approprier le nid des hirondelles, en les chassant ou en s'y installant avant leur arrivée. L'Hirondelle rustique peut parfois nicher en colonies si suffisamment de sites de nidification sont à disposition, et au sein d'une colonie le couple défend un territoire qui s'étend à 4 à 8 m2 chez la sous-espèce européenne. La taille des colonies est plus importante en Amérique du Nord. Les humains fournissent parfois à ces oiseaux et aux espèces apparentées des nids artificiels, en forme de demi-bol et en ciment coulé, solidement fixés sur une poutre intérieure de la toiture d'une grange, d'une étable, d'un porche, etc.

#### Couvée et élevage des jeunes

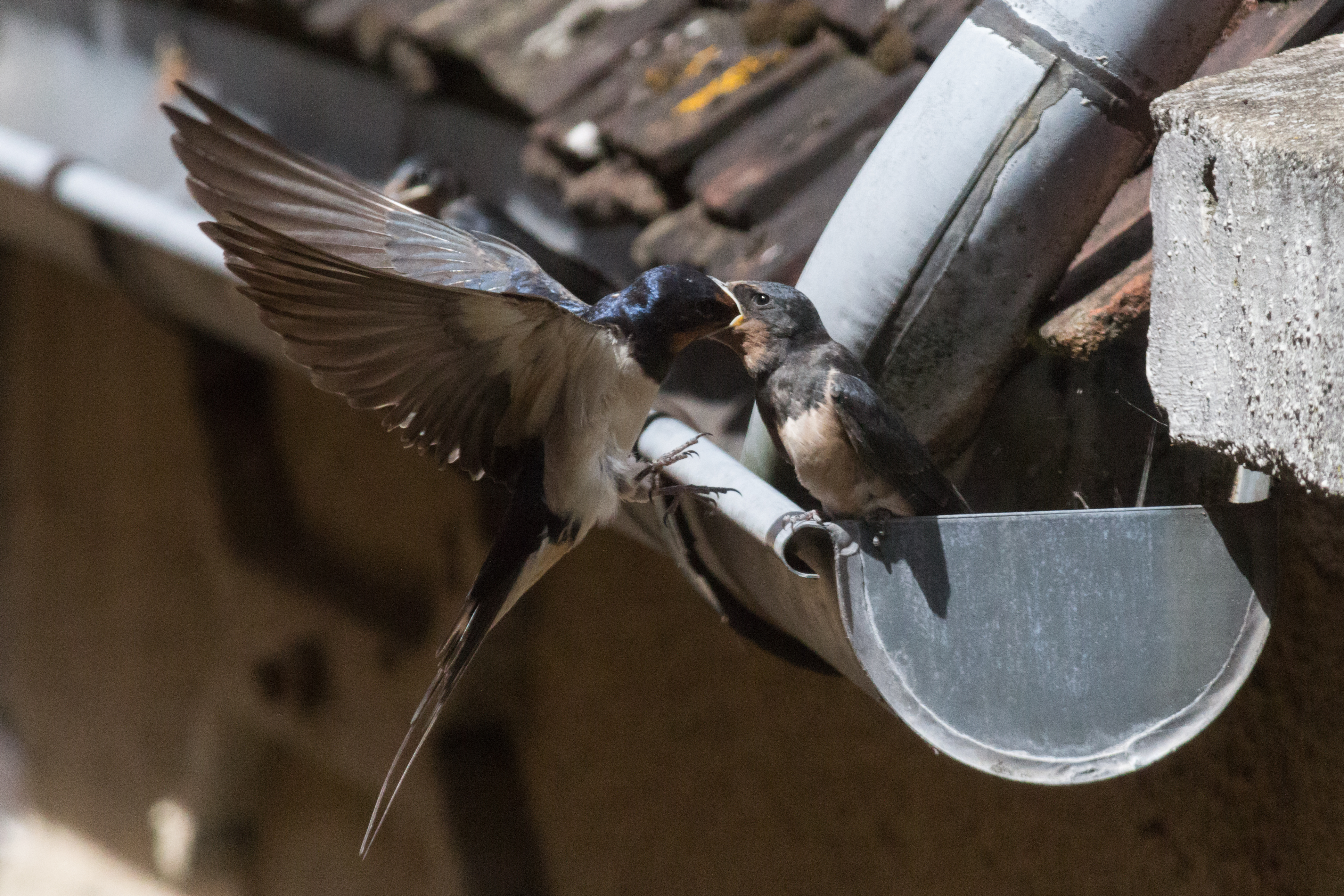
Hirondelle adulte donnant la becquée à un oisillon.

La femelle pond entre deux et sept, mais généralement quatre ou cinq, œufs blancs à petits points roux et gris. Les œufs mesurent entre 20 et 14 mm, pour un poids de 1,9 g, dont 5 % de coquille. En Europe, la femelle effectue presque toute la couvaison, mais en Amérique du Nord le mâle peut couver pendant 25 % du temps. L'incubation dure entre 14 et 19 jours, au cours desquels la femelle maintient constante la température des œufs, en évitant qu'ils se refroidissent mais également parfois qu'ils se réchauffent, lorsque le nid est placé sous des tôles très exposées par exemple. Des femelles ont ainsi été observées s'humidifiant le ventre pour rafraîchir leurs œufs. Après l'éclosion, il faut encore 18 à 23 jours pour que les oisillons quittent le nid. Pendant ce temps, ils sont nourris par leurs parents qui leur apportent régulièrement des insectes, qu'ils agglutinent dans leur bec quand ils chassent. Ils peuvent apporter ainsi une vingtaine d'insectes à la fois, et répètent leurs allées et venues jusqu'à 400 fois par jour. Les jeunes hirondelles atteignent leur poids maximum vers le treizième jour, et pèsent alors environ 22 g. Ce poids se réduira un peu par la suite lorsqu'elles formeront leurs plumes. À partir du quinzième jour, les oisillons n'ont plus besoin de leurs parents pour maintenir leur température constante, et ceux-ci ne les abritent plus que pendant la nuit. Après 18 à 23 jours passés au nid les oisillons vont pouvoir le quitter. Pour les y inciter, leurs parents cessent de les nourrir, puis leur tendent des insectes et lorsque les jeunes se sont suffisamment approchés du bord, lancent des cris d'alerte qui les font chavirer dans le vide. Là, battant leurs ailes par réflexe, les jeunes prennent alors leur premier envol. Les jeunes hirondelles qui commencent à quitter le nid vivent avec leurs parents, qui continuent à les nourrir pendant environ une semaine. Occasionnellement, les jeunes de la première couvée aident à nourrir ceux de la seconde. Au bout de 35 jours, les jeunes sont totalement indépendants.

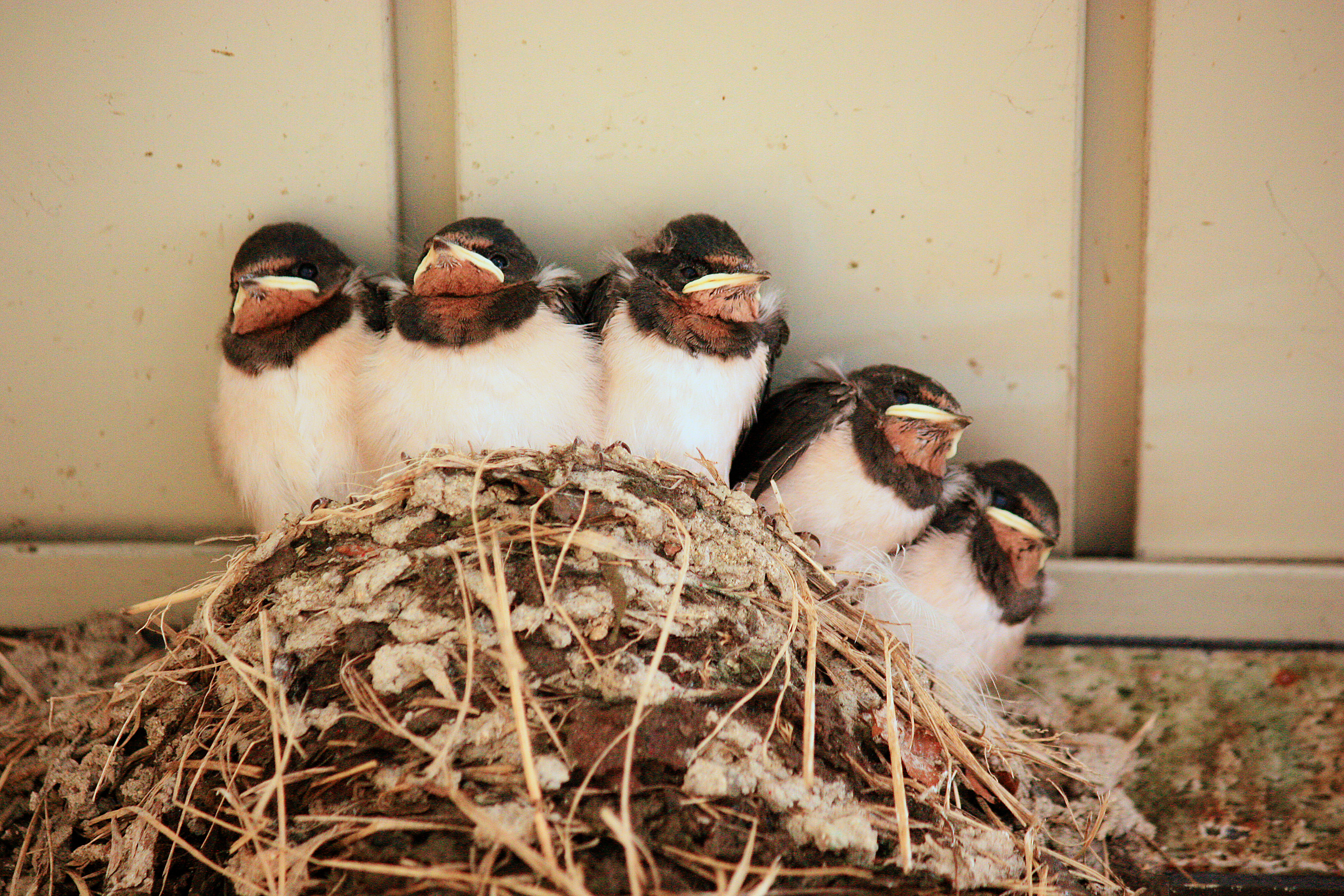
Juvéniles de la sous-espèce H. r. gutturalis attendant la becquée, au Japon.

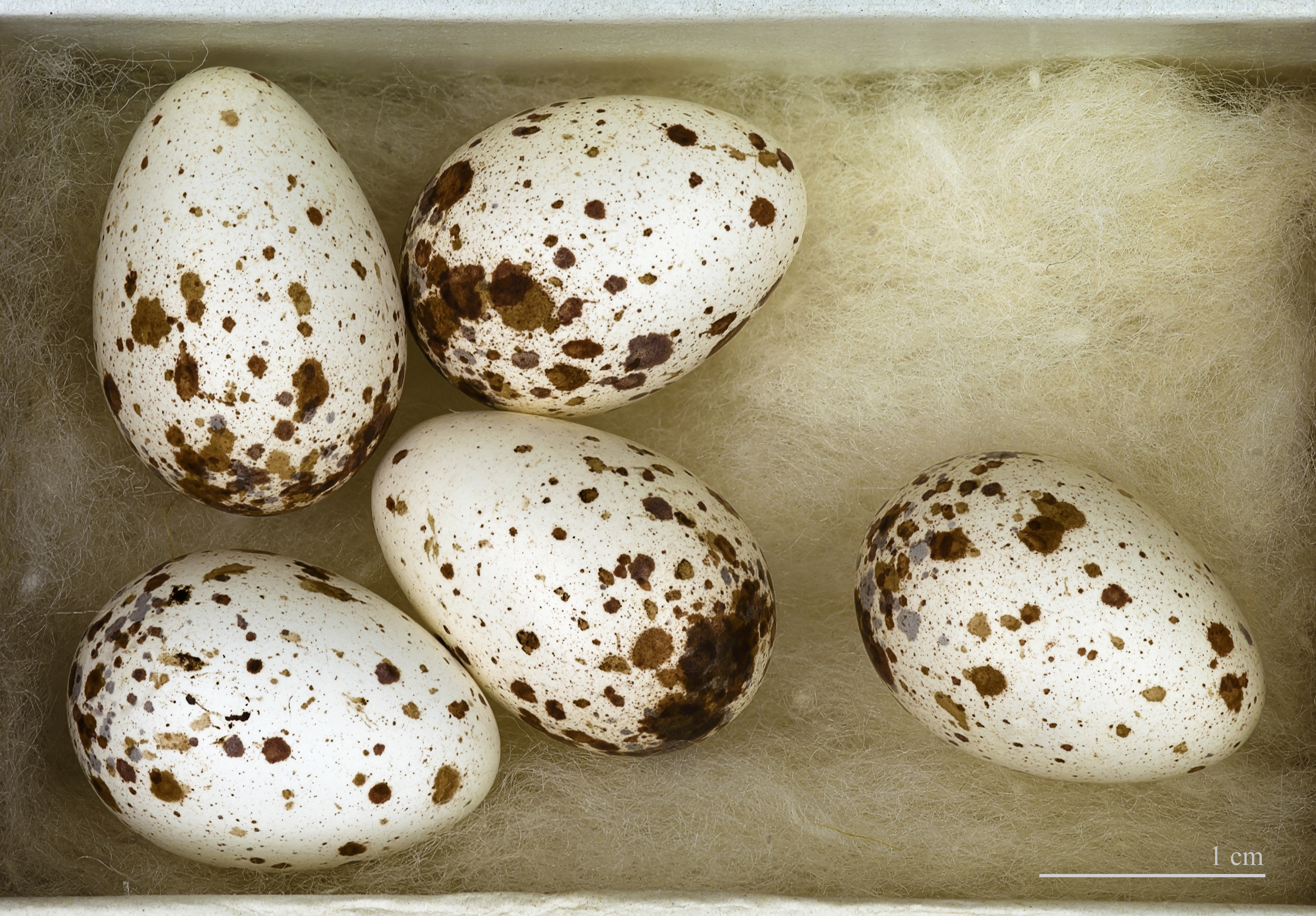
Œufs d'Hirondelle rustique – Muséum de Toulouse.

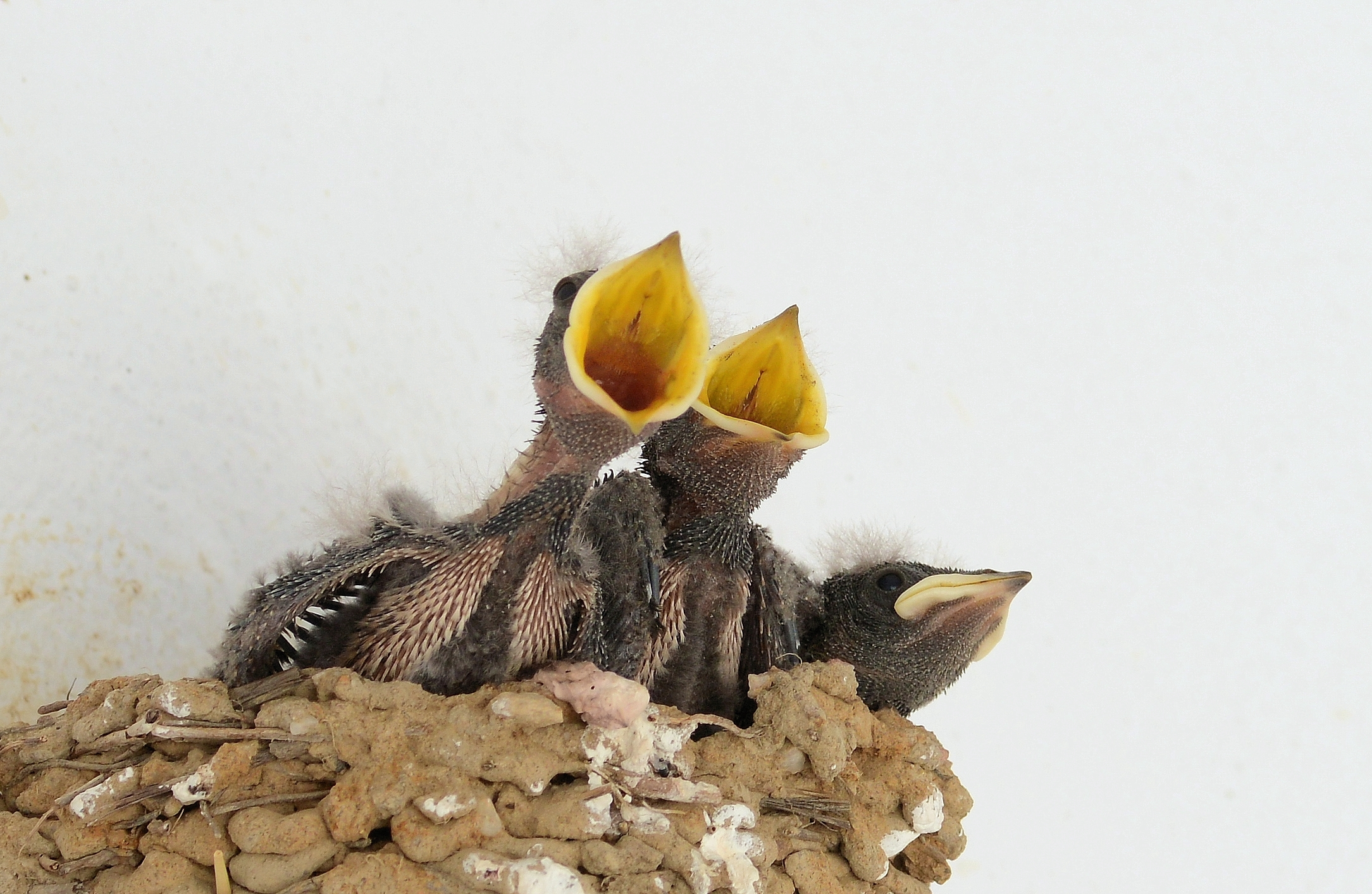
Juvéniles au nid à Porto Covo au Portugal.

Il y a en général deux couvées par an, voire trois, un même nid accueillant plusieurs couvées la même année, et étant réparé pour être réutilisé les années suivantes. 90 % des œufs éclosent, et 70 à 90 % des oisillons peuvent prendre leur envol. La mortalité moyenne la première année est de 70 à 80 %, et de 40 à 70 % pour un adulte. La mortalité des jeunes peut être aggravée par des conditions climatiques difficiles. En effet, s'il fait trop froid, les insectes se font rares, et dans ces conditions les parents n'arrivent pas toujours à subvenir aux besoins des oisillons, notamment après leur dixième jour. Bien que la longévité puisse atteindre onze ans, la plupart des hirondelles ne vivent pas au-delà de quatre ans.

### Prédateurs et parasites
L'hirondelle chasse les intrus tels que les chats qui s'approchent à proximité de son nid, volant très près d'eux pour les effrayer. Les adultes ont peu de prédateurs, même s'ils peuvent parfois être victimes de faucons ou de chouettes. Le moineau représente un de ses principaux concurrents, et il arrive que des moineaux s'emparent du nid d'hirondelles, et en expulsent les oisillons pour s'y installer. Les lérots, les chats et les fouines sont des prédateurs potentiels au cours de la couvée. Le parasitisme de couvée par le vacher en Amérique du Nord et le coucou en Europe est rare,. En Amérique du Nord, l'Hirondelle rustique développe parfois une relation de mutualisme avec le balbuzard. Elle bâtit son nid à côté de celui du rapace et bénéficie ainsi de sa protection, cet oiseau se nourrissant exclusivement de poisson. Par ailleurs les balbuzards sont avertis de la présence de prédateurs par les cris d'alarme des hirondelles.
L'Hirondelle rustique, tout comme d'autres oiseaux, présente souvent des trous dans les plumes des ailes et de la queue. Ces trous sont liés à la présence de poux aviaires de la famille des Menoponidae, comme Machaerilaemus malleus ou Myrsidea rustica, bien que d'autres espèces soient incriminées comme celles du genre Brueelia. Il existe plusieurs espèces de poux dont la présence a été confirmée chez l'hirondelle, comme Brueelia domestica et Philopterus microsomaticus,. Au Texas, Oeciacus vicarius, qui est commun chez les espèces telles que l'Hirondelle à front blanc (Petrochelidon pyrrhonota), infeste également les Hirondelles rustiques.

### Longévité
Du fait des importants risques que comporte leur longue migration annuelle, la longévité des hirondelles est assez courte. Ainsi, elles ne vivent généralement que deux à quatre ans, rarement jusqu'à huit ans. Un individu aurait atteint l'âge de quinze ans, en Angleterre. Une autre aurait vécu quatorze ans et a été enregistrée en Alsace de manière un peu mieux documentée.

## Répartition et habitat

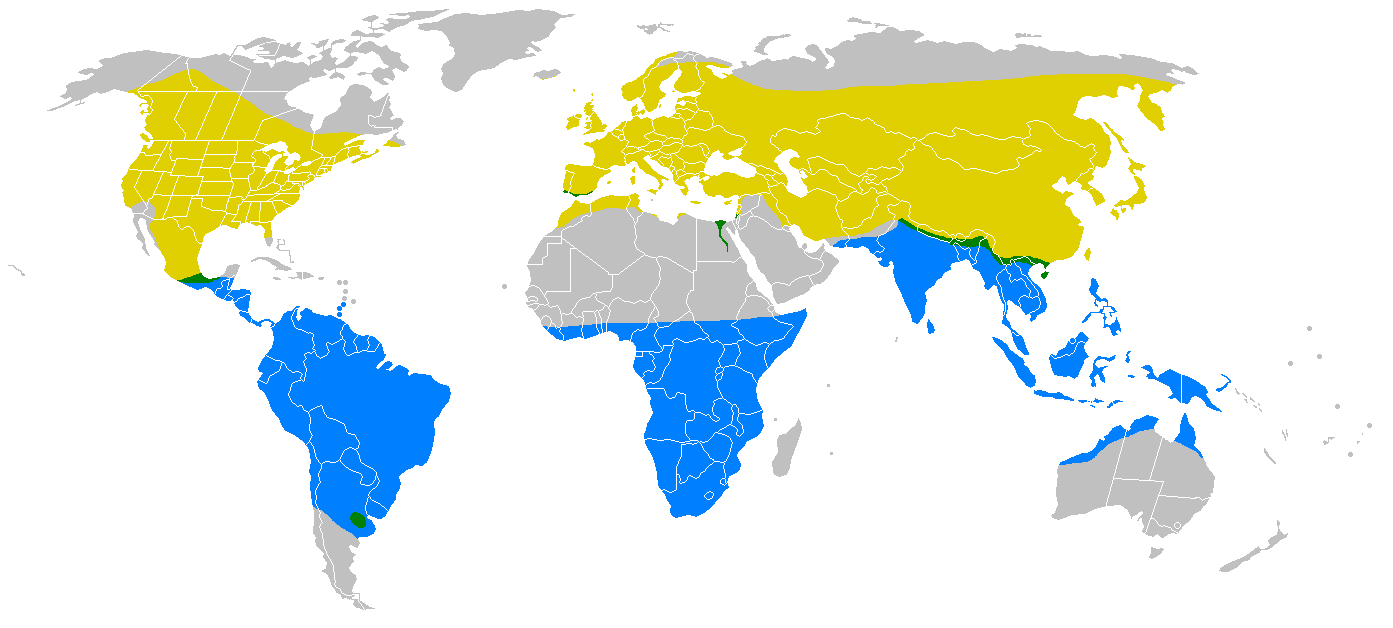
Jaune : zones de nidification
Vert : habitat permanent
Bleu : zones d'hivernage

L'aire de reproduction de l'Hirondelle rustique englobe quasiment toute l'Amérique du Nord et l'Eurasie, ainsi qu'une partie du nord de l'Afrique et du Moyen-Orient. Elle hiverne en Amérique du Sud, dans le sud de l'Asie, en Micronésie, en Indonésie, en Afrique ou en Australie, suivant son lieu de reproduction. On compte environ 190 millions d'Hirondelles rustiques dans le monde.

### Habitat et distribution

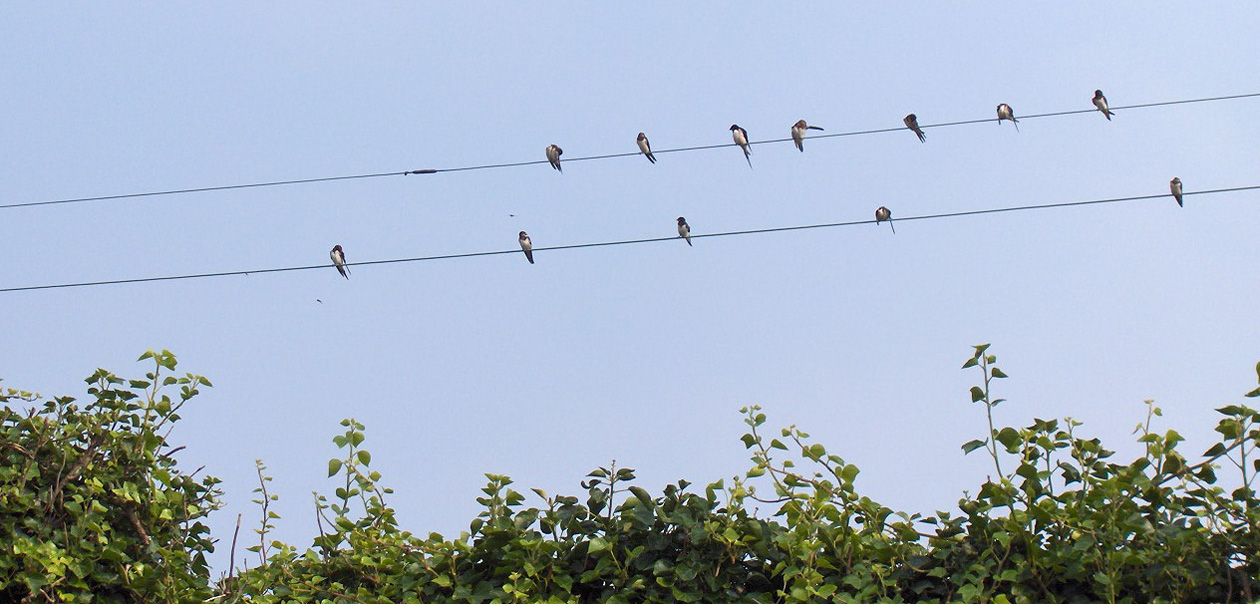
Des hirondelles rustiques rassemblées sur les fils téléphoniques avant d'entamer la migration d'automne. C'est une vision de plus en plus rare, depuis la régression de cette espèce dans les années 1960-1970.

L'Hirondelle rustique préfère les zones ouvertes à végétation basse, comme les prairies, les bocages, les marais, les parcs et les jardins, notamment lorsqu'il y a une source d'eau à proximité, car elle s'abreuve en vol. Cette hirondelle évite les zones boisées, trop accidentées ou trop densément peuplées. C'est une espèce commensale des humains et la présence de constructions accessibles comme les granges ou les étables pour y bâtir son nid, et de perchoirs bien exposés comme des fils, des branches nues ou des arêtes de toits, est également importante pour l'hirondelle lors de son choix d'un site de reproduction.
Elle se reproduit dans l'hémisphère nord, à une altitude variant entre le niveau de la mer et 2 700 m, voire 3 000 m dans le Caucase et en Amérique du Nord, où elle est absente uniquement des déserts et des territoires les plus septentrionaux. Elle évite généralement les villes, où elle cède sa place à l'Hirondelle de fenêtre (Delichon urbicum). Toutefois, à Honshū, l'Hirondelle rustique est un oiseau urbain tandis que l'Hirondelle rousseline (Cecropis daurica) est présente dans les campagnes.

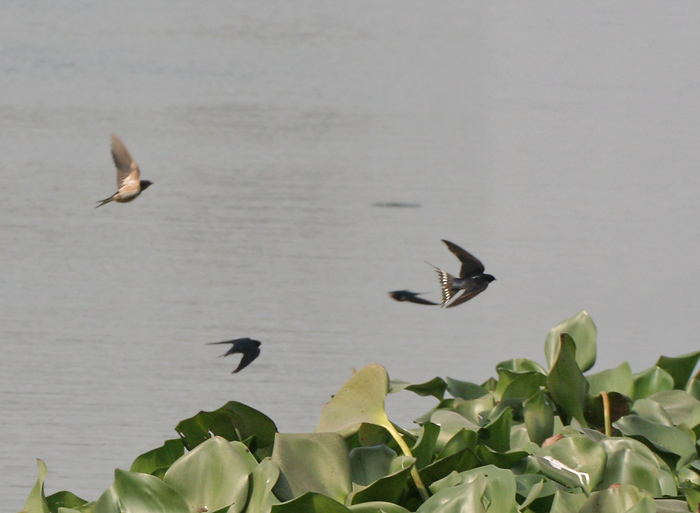
Hirondelle rustique à Kolkata, en Inde.

En hiver, l'Hirondelle rustique est moins difficile quant au choix de son habitat, évitant seulement les déserts et les forêts denses. Elle est commune dans les zones à végétation basse comme les savanes, et au Venezuela, en Afrique du Sud et à Trinité-et-Tobago, elle apprécie particulièrement les champs de canne à sucre récoltés ou brûlés,,. Chaque oiseau a tendance à revenir au même lieu d'hivernage d'une année sur l'autre, où peuvent se former des groupes importants. L'un d'entre eux, au Nigeria, a été estimé à 1,5 million d'oiseaux. On pense qu'il s'agit d'un moyen de lutte contre les prédateurs, et l'arrivée de ces communautés est liée à celle de son principal prédateur qu'est le Faucon de Cuvier (Falco cuvieri). L'Hirondelle rustique a été observée nichant dans certaines zones tempérées de ses régions d'hivernage comme les montagnes thaïlandaises ou celles du centre de l'Argentine,.

### Migration
La migration des hirondelles est longtemps restée méconnue. Ainsi, on a longtemps cru, comme le pensait Aristote au IIIe siècle av. J.-C., que cet oiseau passait l'hiver dans la vase. Cette croyance est en partie liée à l'habitude de cet oiseau de passer la nuit dans des roselières. Ce n'est que vers la fin du XVIIIe siècle que le naturaliste Buffon remet en cause cette théorie pour commencer à envisager que les hirondelles vont passer l'hiver plus au sud, là où le climat est plus clément.
La migration d'Hirondelles rustiques entre la Grande-Bretagne et l'Afrique du Sud a été établie le 23 décembre 1912, lorsqu'un oiseau bagué par James Masefield sur son nid est retrouvé au Natal. Cet oiseau effectuant de très longues migrations a été observé ponctuellement à Hawaii, aux Bermudes, au Groenland, à Tristan da Cunha et aux îles Malouines.
Les hirondelles se rassemblent en groupes pouvant parfois compter plusieurs milliers d'individus à l'automne avant de migrer vers le sud. Durant leur migration, les hirondelles volent de jour à basse altitude, afin de se nourrir durant le voyage. De nombreuses hirondelles meurent de faim ou d'épuisement durant ce périple, dont la traversée du Sahara représente une des principales difficultés pour les hirondelles européennes.

### Europe
L'Hirondelle rustique est présente partout en Europe, à l'exception de l'Islande. Les effectifs sont actuellement en régression un peu partout dans le continent, à l'exception des pays de l'Est. Ils sont également stables en Grande-Bretagne, alors qu'ils déclinent fortement aux Pays-Bas. Selon le European Bird Cencus Council, la population européenne est en déclin modéré et a baissé de près de 20 % entre 1980 et 2005, avec de très fortes variations selon les années, dont des pointes de population à presque + 20 % en 1989 et 1997.
Elle est la plus répandue des cinq espèces d'hirondelles nichant en France, et la onzième espèce d'oiseau la plus répandue du pays. On peut la rencontrer un peu partout, à l'exception des zones d'altitude : elle s'aventure rarement au-dessus de 1 700 m. Présente dans le pays du mois d'avril au mois de septembre, elle migre ensuite vers l'Afrique subsaharienne. Ses réserves en graisse lui procurent une autonomie de soixante heures de vol pour traverser, d'une traite, la Méditerranée ou le Sahara. Chaque année, quelques individus passent l'hiver en France, réussissant à survivre, si l'hiver est suffisamment clément.
Comme un peu partout en Europe, la population d'Hirondelles rustiques en France a connu un déclin estimé à entre 5 et 38 % entre 1989 et 2007 selon les sources. Les principales causes de ce déclin semblent être l'emploi de grandes quantités d'insecticides et de pesticides par l'agriculture intensive, mais aussi la raréfaction des zones d'habitat rural traditionnel, la destruction des nids en partie à cause de la menace de grippe aviaire, ou encore le réchauffement climatique qui rend la traversée du Sahara plus longue et dangereuse,.
Le déclin de l'espèce depuis une vingtaine d'années va également de pair avec le déclin de l'agriculture en Europe occidentale : notamment, de nombreuses petites fermes et granges traditionnelles, munies d'orifices d'aération convenant à sa nidification, disparaissent ou sont transformées en habitations et garages hermétiques, là où l'urbanisation a pris le pas sur la ruralité. Le placement massif de nichoirs (nids artificiels) spécifiques à l'hirondelle rustique (voir plus haut) pourrait contribuer à réduire partiellement le déclin de l'espèce, d'autant plus qu'elle apprécie la nidification en colonie.

### Amérique
En Amérique du Nord, l'Hirondelle rustique se reproduit depuis l'Alaska et Terre-Neuve jusqu'au Sud de la Californie et au nord de la Floride et du Mexique. L'hiver, elle migre vers l'Amérique centrale et l'Amérique du Sud. Durant la migration, on peut les observer dans le Sud de la Floride, dans la péninsule du Yucatan et aux Antilles où elles ne sont généralement que de passage. Dans le Nord du Mexique, les hirondelles sont visibles toute l'année durant.

### Asie
Les hirondelles rustiques se rencontrent dans la majeure partie de l'Asie. Elles se reproduisent à la belle saison, de la Russie (à l'exception de la Sibérie) et de la Corée au nord jusqu'au Moyen-Orient et à la Chine. L'hiver, elles migrent vers l'Inde, l'Indonésie et l'ensemble de l'Asie du Sud-Est, allant même jusqu'en Australie. Les hirondelles du Moyen-Orient choisissent souvent de partir plutôt vers l'Afrique.

## Classification

### Taxonomie
L'Hirondelle rustique est décrite pour la première fois par le naturaliste suédois Carl von Linné dans son Systema Naturae en 1758 sous le nom scientifique Hirundo rustica, et caractérisée comme « H. rectricibus, exceptis duabus intermediis, macula alba notatis » (« Hirondelle dont les rectrices sont marquées d'une tache blanche, à l'exception des deux plus centrales »). Hirundo signifie hirondelle en latin, tandis que rustica signifie « de la campagne ». Cette espèce est la seule du genre Hirundo à avoir une vaste aire de répartition en Amérique, alors que la plupart des espèces sont originaires d'Afrique.
Il y a peu de problèmes de taxonomie à l'intérieur du genre, mais l'Hirondelle de Guinée (Hirundo lucida), qui vit en Éthiopie, dans le bassin du Congo et en Afrique de l'Ouest, a été pendant un temps considérée comme une sous-espèce de l'Hirondelle rustique. Elle est un peu plus petite que celle-ci, a une bande bleue plus fine à la poitrine et l'adulte a des plumes plus courtes à la queue. Au vol, on peut également s'apercevoir que son ventre est un peu plus pâle.

### Sous-espèces
Six sous-espèces d'Hirondelle rustique sont généralement reconnues. Toutefois, d'autres ont été identifiées dans l'est de l'Asie, comme H. r. saturata par Robert Ridgway en 1883, H. r. kamtschatica par Benedykt Dybowski en 1883, et H. r. mandschurica par Wilhelm Meise en 1934. Devant les incertitudes qui entourent ces sous-espèces, c'est la classification de Turner et Rose, largement reconnue, qui est indiquée ici.
- H. r. rustica, qui se reproduit en Europe et en Asie, entre le cercle polaire au nord, le Nord de l'Afrique, le Moyen-Orient et le Sikkim au sud et le fleuve Ienisseï à l'est. En hiver, elle migre vers l'Afrique, la péninsule arabique et le sous-continent indien[6]. Les hirondelles qui hivernent en Afrique du Sud viennent de toute l'Eurasie depuis des longitudes pouvant atteindre 91°E[52], et ont parcouru jusqu'à 11 660 km lors de leur migration[53].

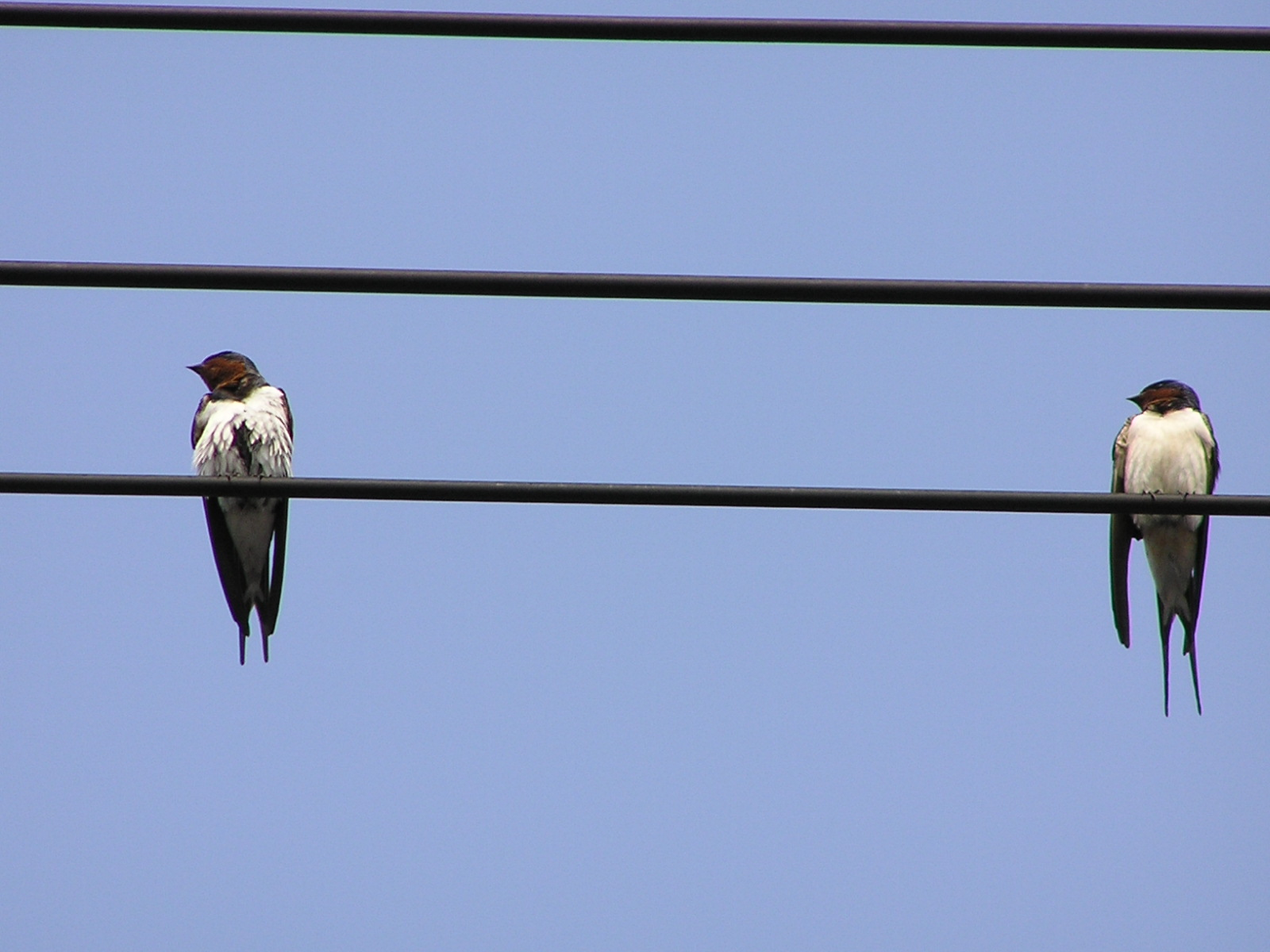
H. r. gutturalis au Japon.

- H. r. transitiva est décrite par Ernst Hartert en 1910[54]. Elle se reproduit au Moyen-Orient, du sud de la Turquie à Israël, et y reste parfois l'hiver, bien que certains oiseaux migrent vers l'Afrique orientale pour l'hiver. Elle a le dessous du corps rouge-orangé et une bande cassée à la poitrine[6].
- H. r. savignii vit toute l'année en Égypte. Elle est décrite par James Stephens en 1817 et nommée en l'honneur du zoologiste français Jules-César Savigny[55].
- H. r. gutturalis, décrite par Giovanni Antonio Scopoli en 1786[50], a le dessous du corps blanchâtre, et une bande pectorale cassée. La poitrine est couleur noix, et le reste du dessous du corps tire vers le rose chamoisé[56]. Elle se reproduit du centre et l'est de l'Himalaya jusqu'au Japon et la Corée, puis migre pour hiverner à travers l'Asie tropicale, depuis l'Inde et le Sri Lanka jusqu'à l'Indonésie et la Nouvelle-Guinée à l'est. Un nombre croissant d'entre elles hivernent en Australie. Elle peut s'hybrider avec H. r. tytleri au niveau du fleuve Amour. On pense que les deux sous-espèces asiatiques étaient autrefois séparées, mais l'expansion des sites de nidification que sont les habitations humaines a permis à leurs aires de répartition de se rejoindre[6]. H. r. gutturalis se rencontre occasionnellement en Alaska et dans l'État de Washington[57], mais on la distingue facilement de la sous-espèce nord-américaine, H. r. erythrogaster, par le dessous du corps rougeâtre de cette dernière.

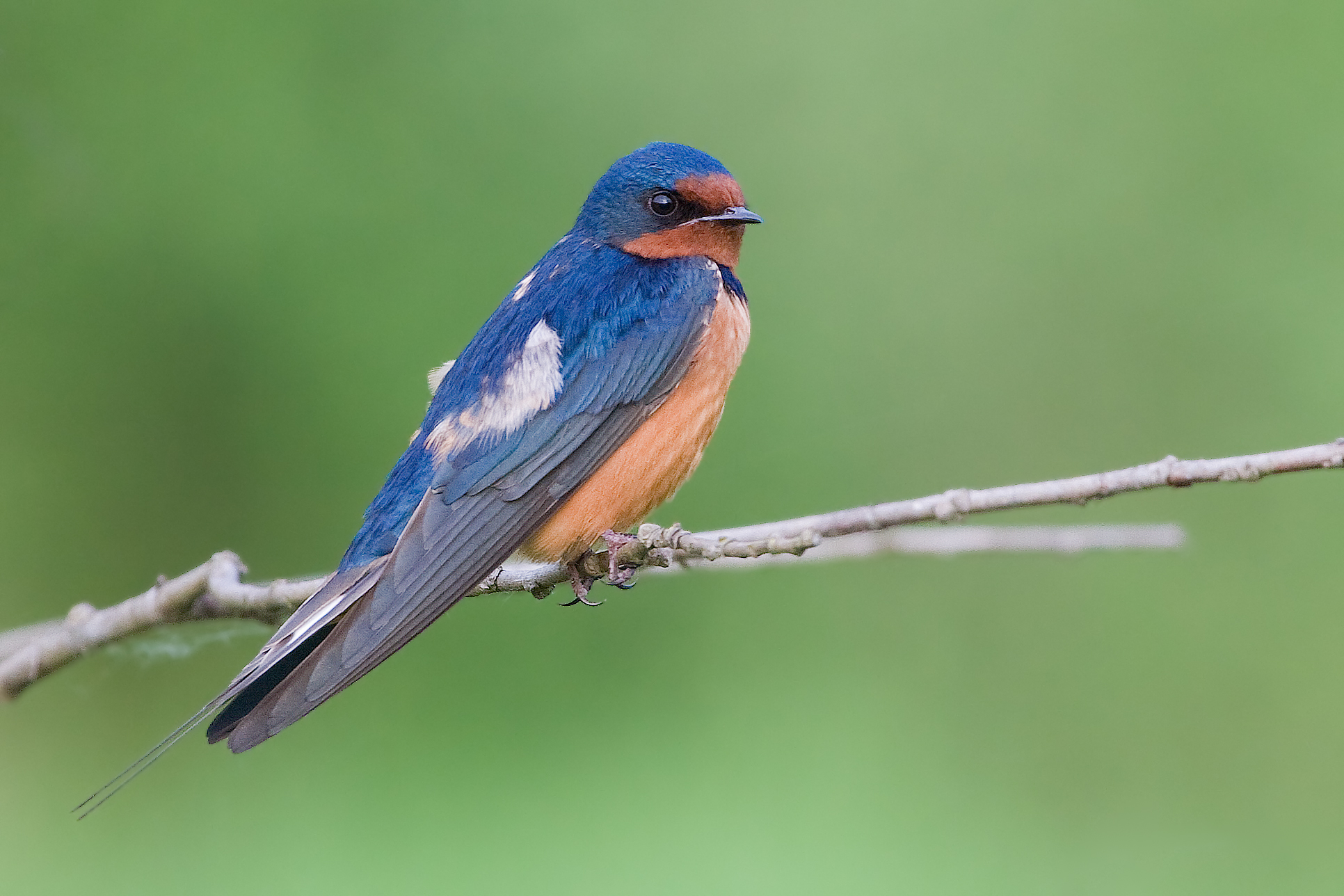
H. r. erythrogaster dans l'État de Washington.

- H. r. tytleri, décrite pour la première fois par Thomas Caverhill Jerdon en 1864, et nommée en l'honneur du soldat, naturaliste et photographe britannique Robert Christopher Tytler[50], a le dessous de la tête orange-rouge profond, et une bande pectorale incomplète. Sa queue est également un peu plus longue[56]. Elle se reproduit en Sibérie et au nord de la Mongolie, et passe l'hiver de l'est du Bengale à la Thaïlande et la Malaisie[6].
- H. r. erythrogaster, la sous-espèce nord-américaine, a été décrite par Pieter Boddaert en 1783, et diffère de la sous-espèce européenne par son dessous du corps plus rouge et sa bande pectorale plus fine et souvent incomplète. Elle se reproduit en Amérique du Nord, de l'Alaska au Sud du Mexique, et migre pour l'hiver vers les Antilles, le Costa Rica, Panama et l'Amérique du Sud[35].

Des analyses d'ADN ont montré que les Hirondelles rustiques nord-américaines avaient colonisé la région du lac Baïkal en Sibérie, inversement aux migrations qui s'opèrent habituellement entre l'Amérique du Nord et l'Eurasie[pas clair].

### Hybrides
L'Hirondelle rustique peut s'hybrider avec l'Hirondelle à front blanc (Petrochelidon pyrrhonota) et l'Hirondelle à front brun (P. fulva) en Amérique du Nord, ainsi qu'avec l'Hirondelle de fenêtre (Delichon urbicum) en Eurasie, ce dernier cas étant l'hybridation la plus courante chez les passereaux.

## Relation avec l'humain

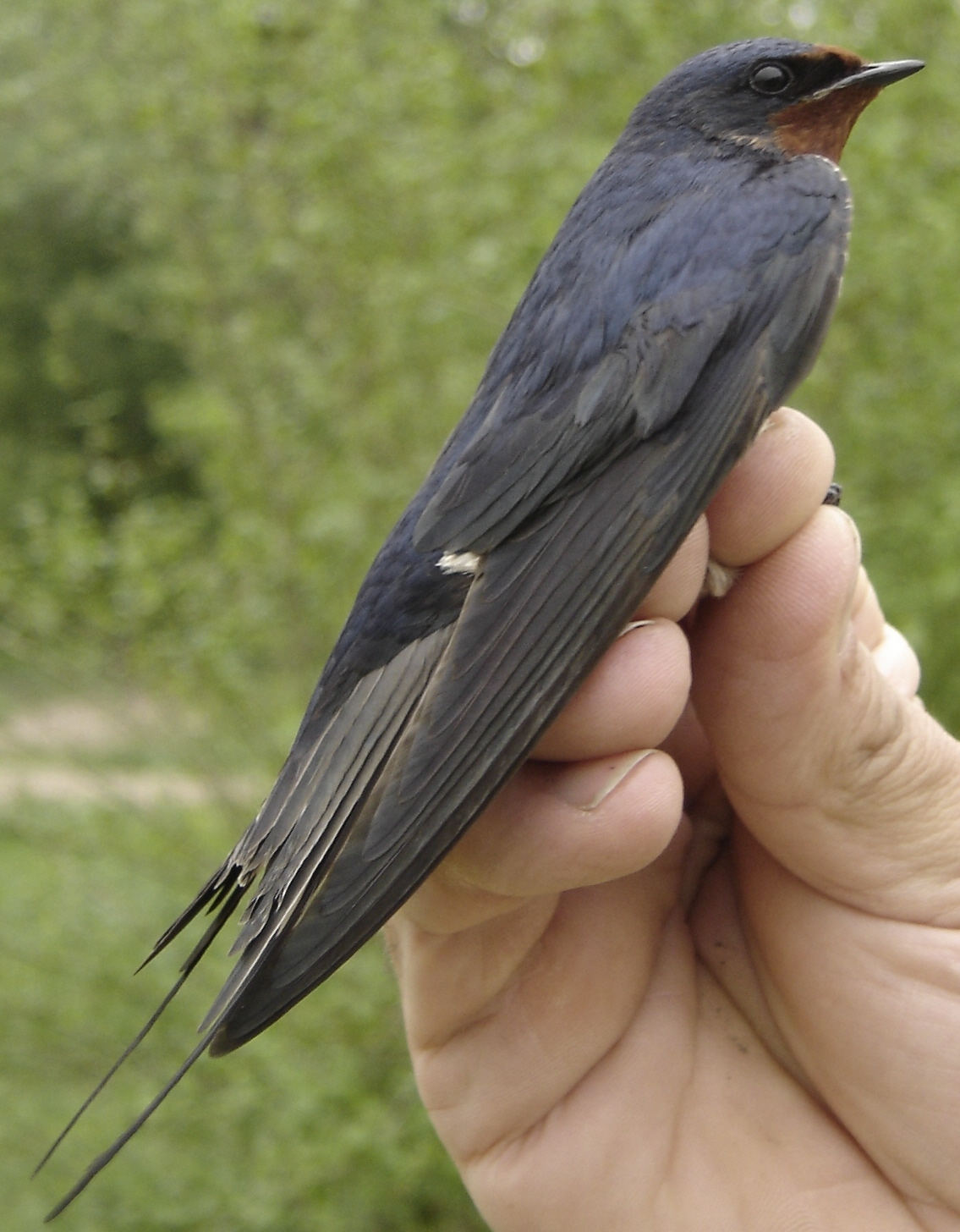
Hirondelle rustique mâle.

L'Hirondelle rustique est un oiseau attrayant dont la présence dans les bâtiments est tolérée par l'humain car elle se nourrit d'insectes et n'est donc pas considérée comme nuisible aux cultures. Elle est également perçue comme un des premiers signes de l'arrivée du printemps car c'est une des premières espèces migratrices à revenir d'hivernage. En Europe, l'Hirondelle rustique utilise les constructions humaines pour bâtir son nid depuis très longtemps, comme en témoigne Virgile dans ses Géorgiques en 29 av. J.-C. : « ... ante/garrula quam tignis nidum suspendat hirundo » («... avant que la gazouillante hirondelle suspende son nid aux chevrons »). On pense qu'elle a commencé à attacher son nid aux habitations des Indiens d'Amérique au début du XIXe siècle, et la multiplication des implantations humaines a conduit à l'augmentation très rapide du nombre d'hirondelles à travers l'Amérique du Nord.

### Statut de conservation
L'Hirondelle rustique a une immense aire de répartition, dont on estime la surface à dix millions de km2, et une population mondiale qui pourrait atteindre 190 millions d'individus. Bien qu'aucune estimation de la tendance actuelle n'ait réellement été faite, il ne semble pas que la diminution de population soit grave au point d'inscrire l'espèce sur la liste rouge de l'UICN (il faut une diminution de 30 % de la population en dix ans ou en trois générations). C'est pourquoi l'espèce est classée en « préoccupation mineure » sur la liste de 2007 de l'UICN, et n'a pas de statut particulier fixé par la Convention sur le commerce international des espèces de faune et de flore sauvages menacées d'extinction (CITES), qui régule le marché international de spécimens animaux et végétaux. Au Canada, l'espèce a été considérée « menacée » en mai 2011 selon le Statut du COSEPAC, puis désignée comme « préoccupante » en mai 2021 à la suite d'un réexamen du statut par le Gouvernement du Canada. En France, elle a diminué de 43 % en 10 ans.
L'Hirondelle rustique bénéficie tout de même d'une protection totale sur le territoire français depuis l'arrêté ministériel du 17 avril 1981 relatif aux oiseaux protégés. Il est donc interdit de la détruire, la mutiler, la capturer ou l'enlever, de la perturber intentionnellement ou de la naturaliser, ainsi que de détruire ou enlever les œufs et les nids, et de détruire, altérer ou dégrader son milieu. Qu'elle soit vivante ou morte, il est aussi interdit de la transporter, colporter, de l'utiliser, de la détenir, de la vendre ou de l'acheter.
Cette espèce a beaucoup bénéficié de la déforestation par le passé, qui a créé des habitats ouverts comme elle les apprécie, et du développement des constructions humaines, lui offrant une multitude d'emplacements possibles pour la nidification. Localement il lui arrive de décliner fortement, comme ce fut le cas dans les années 1950 en Israël à cause de l'utilisation du DDT ou au cours du XIXe siècle en Amérique du Nord du fait de la concurrence avec le Moineau domestique. L'intensification de l'agriculture en Europe et en Asie conduit actuellement à une diminution progressive de ses effectifs en réduisant la disponibilité en insectes par l'utilisation d'insecticides et la régression des haies et des prairies. Par ailleurs, la disparition des marais et des roselières contraint les regroupements préalables à la migration. La population nord-américaine a augmenté durant le XXe siècle car l'expansion humaine lui a fourni de nouveaux sites de nidification. Néanmoins, elle est aujourd'hui de moins en moins bien acceptée dans les bâtiments souvent mieux fermés, et où ses fientes sont moins bien tolérées.
L'aménagement d'un aéroport à Durban en Afrique du Sud, dans l'optique de la coupe du monde de football de 2010, menaçait fortement les populations européennes. En effet, le projet comprenait la création d'une nouvelle piste à la place de la roselière du mont Moreland, où plus de trois millions d'hirondelles résident durant l'hiver, soit 8 % de la population européenne. Toutefois, sous la pression d'organisations pour la défense des animaux, le projet est finalement abandonné et des radars sont installés sur les avions pour pouvoir éviter les importantes nuées d'hirondelles.
Les évolutions du climat peuvent également affecter l'Hirondelle rustique : les sécheresses provoquent chez elle des pertes de poids et ralentissent la reconstitution de ses plumes, et le Sahara, par son extension, pourrait devenir un obstacle de plus en plus difficile à franchir pour les oiseaux en migration. Les étés chauds et secs engendrent une diminution des insectes disponibles. Le froid provoque les mêmes effets, et une brusque chute des températures peut conduire les hirondelles à sacrifier leur progéniture, celle-ci mourant alors de faim. En revanche, des printemps plus doux peuvent conduire à allonger la saison de reproduction et donc le nombre de couvées. La possibilité de nicher en dehors des bâtiments dans le nord de son aire de répartition peut aussi conduire à multiplier le nombre d'oisillons.

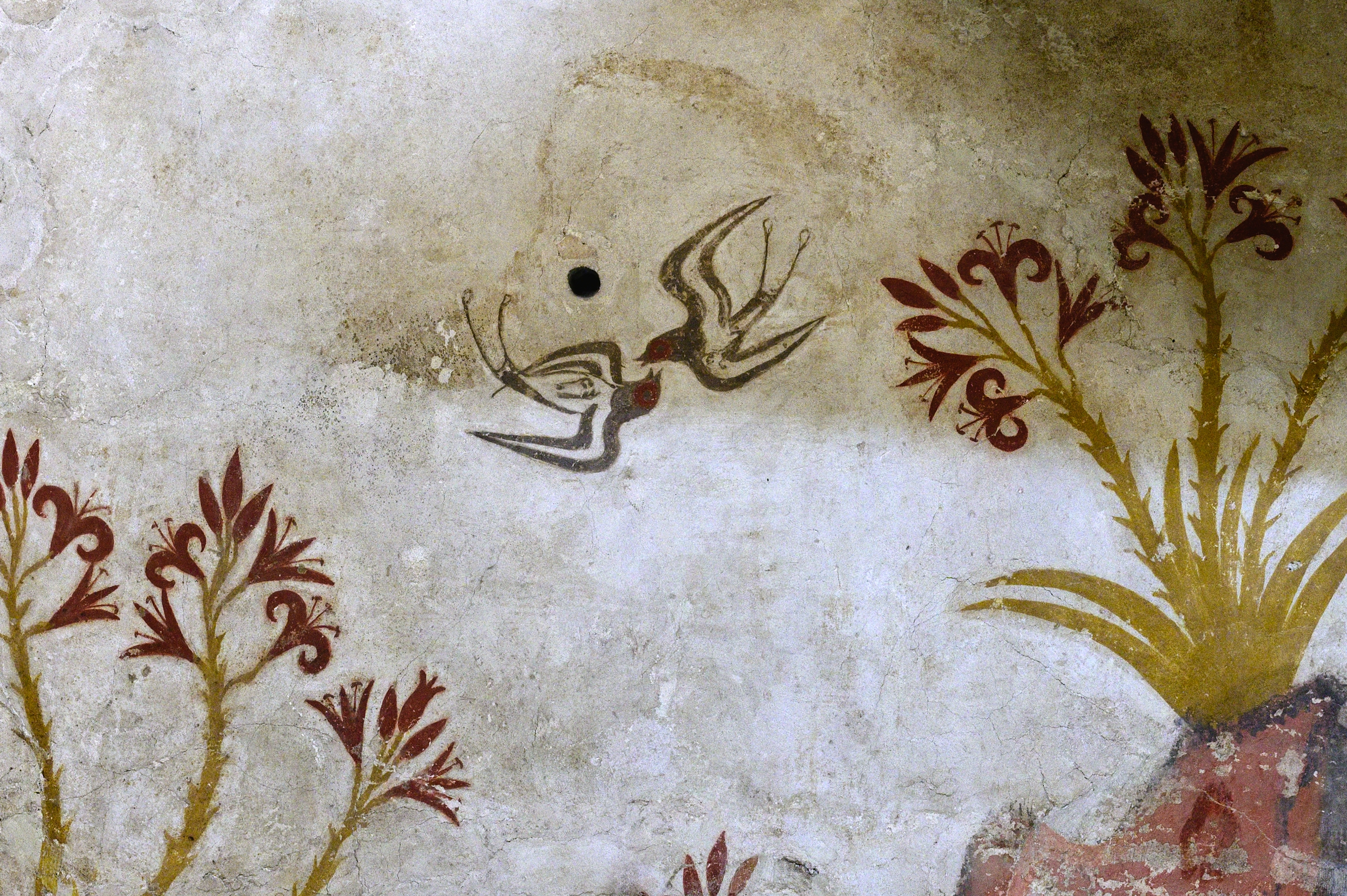
Couple d'hirondelles rustiques, art minoen, fresque d'Akrotiri, Santorin (Grèce)

### L'Hirondelle rustique dans la culture

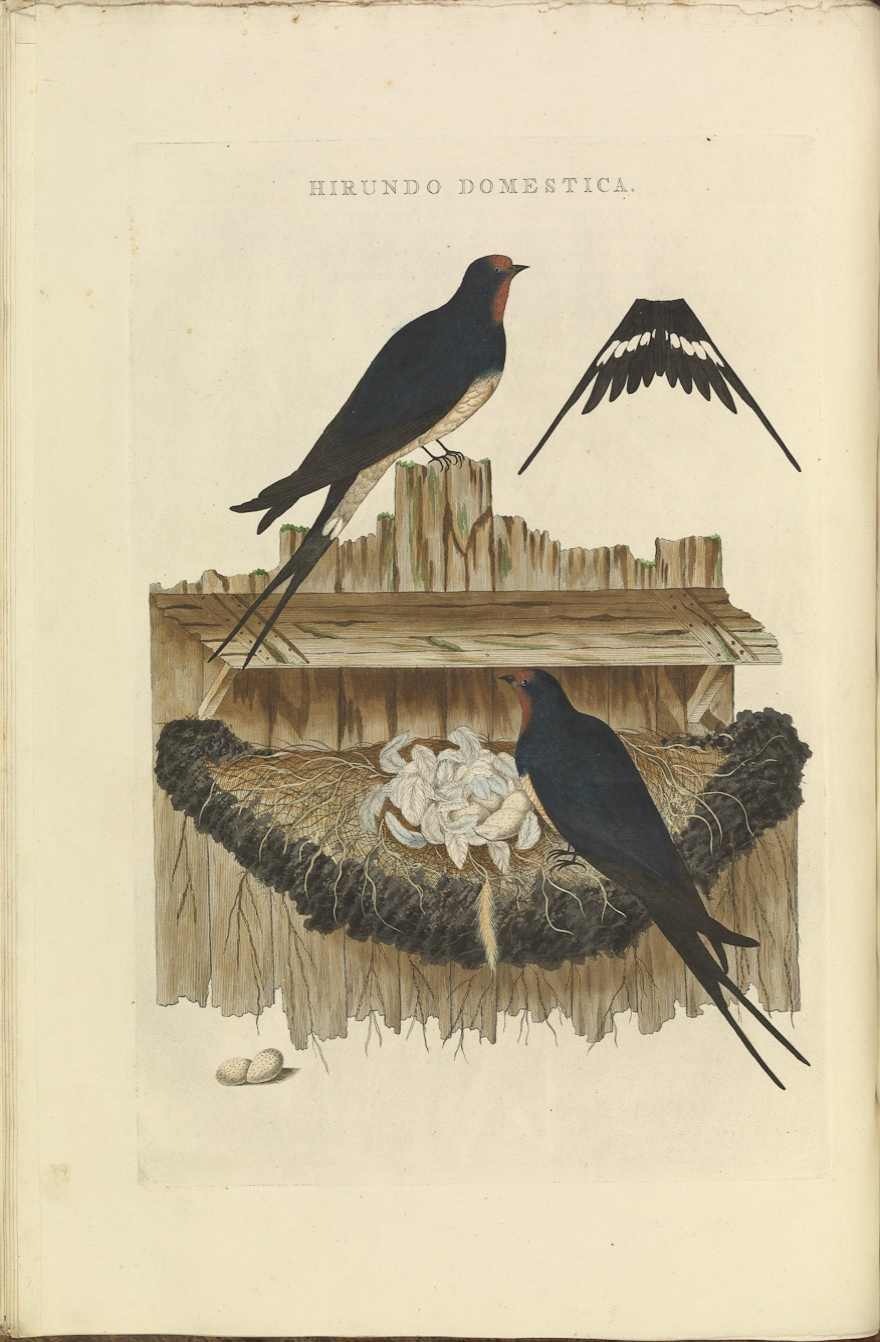
Hirondelle rustique dans Nederlandsche vogelen de Nozeman & Sepp, 1770.

#### En littérature
Dans la littérature, il est souvent fait référence à l'Hirondelle rustique, qui symbolise traditionnellement l'arrivée du printemps. C'est déjà le cas dans le poème en latin Pervigilium Veneris. Dans The Waste Land, T. S. Eliot en cite la ligne « Quando fiam uti chelidon [ut tacere desinam]? » (« Quand serais-je comme l'hirondelle, et pourrais-je alors cesser d'être silencieux ? »). Cela fait référence à une version du mythe de Philomèle selon laquelle elle fut changée en rossignol et sa sœur Procné en hirondelle ; certaines versions inversent les deux espèces. L'image du grand rassemblement des hirondelles avant leur migration vers le sud conclut l'ode To Autumn de John Keats.
L'Hirondelle rustique est aussi mentionnée dans la Bible, bien qu'elle puisse avoir été confondue avec les martinets lors des traductions, ou avec d'autres espèces d'hirondelles d'Israël. Toutefois, la phrase : « Yea, the sparrow hath found her a house, And the swallow a nest for herself, where she may lay her young » (« Oui, le moineau a trouvé sa maison, et l'hirondelle son nid, où elle dépose ses petits ») issue du psaume biblique 84:4, s'applique certainement à l'Hirondelle rustique.
William Shakespeare cite à plusieurs reprises l'hirondelle dans ses œuvres, notamment pour la rapidité de son vol ; par exemple, on peut lire « True hope is swift, and flies with swallow's wings... » (« Le véritable espoir est rapide, et s'envole le temps d'un battement d'ailes d'hirondelle ») dans l'acte 5 de Richard III ou « I have horse will follow where the game Makes way, and run like swallows o'er the plain » (« J'ai un cheval qui suivra le gibier où il ira, et qui court dans la plaine aussi vite qu'une hirondelle ») dans le second acte de Titus Andronicus. Shakespeare se réfère également à la migration saisonnière de l'espèce dans l'acte 4 de The Winter's Tale : « Daffodils, That come before the swallow dares, and take The winds of March with beauty » (« les jonquilles, qui arrivent avant que les hirondelles ne l'osent, et prennent le vent de mars avec beauté »).

#### Une voyageuse reconnue
Gilbert White a étudié l'Hirondelle rustique en détail dans son ouvrage The Natural History of Selborne, mais même cet observateur attentif n'était pas parvenu à établir avec certitude si cette espèce migrait ou hibernait durant l'hiver. Ses longs voyages sont aujourd'hui bien connus, et les tatouages représentant des hirondelles sont populaires dans le monde maritime comme un symbole d'heureux retour. La tradition veut qu'un marin se fasse tatouer une hirondelle après avoir navigué sur au moins 5 000 milles marins (9 260 km), et une deuxième après 10 000 milles marins (18 520 km).

#### Superstitions
Dans le passé, la tolérance envers cet insectivore bénéfique était renforcée par de multiples superstitions concernant la destruction de son nid. Un tel acte était réputé conduire les vaches à donner du sang plutôt que du lait, ou pas de lait du tout, et les poules à arrêter de pondre. Cette croyance a pu jouer un rôle dans la longévité des nids d'hirondelles. Ceux-ci, après quelques restaurations annuelles, sont fréquemment utilisés pendant dix ou quinze ans, un exemple de nid occupé pendant 48 ans ayant été rapporté.

#### Représentation
En héraldique, l'hirondelle représente des fils cadets n'ayant pas de terres.
Plus tard, de nombreux timbres représentant l'Hirondelle rustique ont été imprimés de par le monde.
À la suite de campagnes menées par des ornithologues, l'Hirondelle rustique est devenue l'oiseau national de l'Estonie le 23 juin 1960,. Elle a été ensuite choisie pour orner aussi un billet de banque estonien.

Hirondelles sur les armoiries de Richard II d'Angleterre.
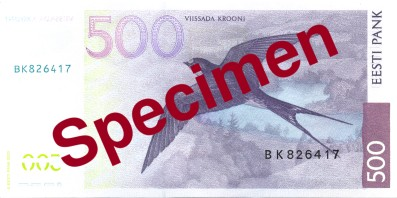
Hirondelle rustique sur un billet estonien de 500 kroons.
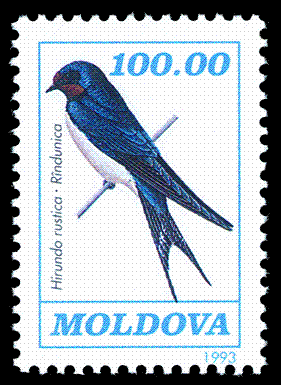
Hirondelle rustique sur un timbre de Moldavie.